# Prima Divisione 1925-1926
La Prima Divisione 1925-1926 è stata la 26ª edizione della massima serie del campionato italiano di calcio, disputata tra il 4 ottobre 1925 e il 22 agosto 1926 e conclusa con la vittoria della Juventus, al suo secondo titolo.
Capocannoniere del torneo è stato Ferenc Hirzer (Juventus) con 35 reti.

## Stagione

### Novità

#### Il fascismo nel calcio
L'epilogo del campionato 1924-1925, a sua volta segnato da quello precedente, obbligò a riconsiderare la struttura del Progetto Pozzo, che conferiva ad una doppia finale il compito di assegnare lo scudetto, in quanto tali appuntamenti si erano rapidamente riempiti di una tensione tale da comportare ingestibili problemi di ordine pubblico. Si fece dunque largo l'idea dell'istituzione di una divisione d'onore a girone unico a 16 squadre; tale proposta aveva anche il pregio di aumentare gli scontri diretti fra le maggiori società nazionali, ridottisi dopo la divisione in due gironi separati. L'attuazione di tale piano imponeva tuttavia la riduzione del numero delle partecipanti al torneo: venne dunque deciso, all'assemblea federale del 15-16 agosto 1925, che, a fine stagione, sarebbero state ben quattro le retrocessioni per ogni girone della Lega Nord.
Nel frattempo, all'assemblea della Lega Sud del 20 luglio 1925, le società campane, geograficamente le meglio collocate logisticamente, misero ai voti la proposta del superamento dei tornei regionali e del taglio delle iscrizioni, in modo da applicare anche al Sud il modello disegnato al Nord dal Progetto Pozzo cinque anni prima (erano previsti due gironi subnazionali di otto squadre, per un totale di 16 squadre partecipanti). Contro tale assetto, che avrebbe comportato la conferma della retrocessione diretta delle piazzate oltre il quarto posto nei gironi (effettivamente prevista dal regolamento originario del campionato di Lega Sud 1924-1925), si schierarono sia i club pugliesi (peraltro rimasti solo in quattro iscritti) sia quelli laziali che, svantaggiati dalla loro collocazione, riuscirono a far bloccare ogni decisione definitiva dall'assemblea federale del 15-16 agosto, la stessa nella quale al Nord si deliberò il girone unico dal quale a quel punto le società del Sud sarebbero state escluse.
Le decisioni dell'assemblea federale furono poi confermate a settembre dalla cosiddetta "Commissione dei tredici", la quale stabilì che la nuova massima serie a girone unico, la Divisione Nazionale 1926-1927, avrebbe compreso solo le 16 migliori squadre provenienti dalla Lega Nord, escludendo quelle della Lega Sud, il cui torneo a partire dalla stagione 1926-1927 avrebbe costituito uno dei gironi del nuovo campionato cadetto. Inoltre solo la vincente della finalissima tra le squadre campioni della Prima Divisione Nord e della Prima Divisione Sud sarebbe stata promossa in Divisione Nazionale, sostituendo l'ultima classificata nel girone unico. La "Commissione dei tredici" inoltre stabilì la creazione al fianco delle Leghe Nord e Sud (specificando "delle società maggiori" di Prima e Seconda Divisione) di altrettante leghe delle società minori (di Terza e di Quarta Divisione) che coordinassero i comitati regionali. L'esclusione delle squadre centro-meridionali dalla Divisione Nazionale suscitò le proteste dell'Alba, la quale chiese l'allargamento della Divisione Nazionale da 16 a 17 squadre con l'inclusione del campione della Lega Sud 1925-1926. La commissione dei tredici respinse, tuttavia, la richiesta di allargamento a 17 squadre, stabilendo tuttavia che per le sole stagioni 1926-1927 e 1927-1928 anche la penultima del girone unico sarebbe stata retrocessa garantendo così la promozione diretta al campione della Lega Sud. Nel frattempo, tuttavia, esplosero i problemi proprio fra le squadre campane che avevano pressato per la riqualificazione del torneo, tanto che solo l'Internaples presentò domanda d'iscrizione fra le aventi diritto.
Poiché fortemente appoggiato dal regime, l'intero piano trovò minori resistenze del suo predecessore, la cui attuazione aveva portato alla crisi del 1921. Il Fascismo infatti si era accorto dell'enorme potenziale d'attrazione sulle masse che il calcio sapeva esercitare e volle dunque sfruttarlo a suo vantaggio. Se Mussolini, generalmente poco interessato alle competizioni di squadra, non si interessò mai veramente a quello che, dopo la Grande Guerra, era divenuto a tutti gli effetti lo sport nazionale, lo stesso non poteva dirsi di molti gerarchi che, tifosi se non dirigenti di svariate società, cercarono a più riprese di intervenire a favore delle proprie compagini, talvolta sobillando in prima persona disordini e problemi di ordine pubblico. Il caso più emblematico fu quello di Leandro Arpinati, che arrivò addirittura alla presidenza della FIGC a fine stagione apportando, con la Carta di Viareggio, una drastica ristrutturazione dell'organizzazione del calcio italiano.

### Formula
Il campionato della Lega Nord era strutturato in due gironi interregionali da 12 squadre ciascuno. La prima classificata di ogni girone accedeva alla finale, mentre le ultime quattro venivano retrocesse. Le due finaliste si affrontano in una sfida di andata e ritorno e la vincitrice ratifica il titolo in una finalissima contro il campione della Lega Sud, anch'essa a doppio turno.
Il torneo meridionale si organizzava in prima istanza sui campionati regionali di Lazio, Campania, Puglia, Sicilia e Marche, gestiti direttamente dalla Lega Sud fin dalla stagione 1924-1925. Le prime due classificate di ogni girone regionale accedevano alla fase nazionale, allargata per l'occasione a dieci squadre con l'ammissione dei vicecampioni di Sicilia e Marche. Le semifinali della Lega Sud erano dunque strutturate su due gironi da cinque squadre, dove le vincitrici si affrontavano in finale per il titolo meridionale.
Quale norma transitoria introdotta all'inizio della stagione, la FIGC decise che in caso di parità di punti, per l'assegnazione di qualsiasi titolo sportivo, non si sarebbe giocato lo spareggio, ma avrebbe dovuto essere applicato il quoziente reti, ovvero il rapporto tra reti fatte e subite. Questo avrebbe regolato anche tutti gli altri pari merito, come nel caso di Palermo e Maceratese. Nei rari casi di parità anche nel goal-average, le squadre sarebbero state considerate a pari merito, oppure si sarebbe disputato lo spareggio per la qualificazione o per la retrocessione. Il quoziente reti sarà poi abolito nel 1926 a causa dei numerosi sospetti di combine.

### Avvenimenti
I campioni d'Italia del Bologna partirono lanciatissimi, ottenendo ben dieci successi consecutivi nelle prime dieci giornate di campionato, e venendo fermati sul pareggio per la prima volta solo in gennaio, a Genova, di fronte all'Andrea Doria. Autentico trascinatore dei felsinei fu, come l'anno precedente, il ventenne Angelo Schiavio, capace di mettere a segno ben 27 gol nel solo girone eliminatorio. Nonostante questa marcia da record, i rossoblu si trovarono sempre alle calcagna un ritrovato Torino, rilanciato dall'aristocratico e facoltoso presidente Enrico Marone Cinzano, e rafforzato dal fortissimo centravanti Adolfo Baloncieri, prelevato in estate dall'Alessandria. I granata, sconfitti a Bologna, non si diedero per vinti, motivati anche dagli evidenti segni di flessione che i rossoblù cominciarono a dare nel girone di ritorno. Fu lotta serrata, risolta solo a causa della clamorosa sconfitta in cui i torinisti incapparono alla terz'ultima giornata in casa dell'Udinese, squadra già praticamente retrocessa. I sei gol con cui il Toro sommerse un Bologna – privo di due nazionali come Giuseppe Della Valle e Pietro Genovesi – ormai alle corde nello scontro diretto, posticipato dalla FIGC all'ultima giornata onde disputarlo a giochi già chiusi evitando così nuovi incidenti tra i tifosi, non fece altro che accrescere il rammarico per un'occasione che parve sprecata per ottenere il primo scudetto in casa granata.
Nell'altro raggruppamento la notizia fu invece il crollo del Genoa, che nelle precedenti quattro stagioni era sempre giunto in finale, cogliendo due scudetti. La formazione rossoblù cominciò a risentire del passare del tempo ma soprattutto, ancorata alla sua matrice essenzialmente genovese, cominciò a perdere posizioni in un calcio dove, seppur nascostamente, cominciava a tessersi una sempre più fitta tela di calciomercato. Fuori dai giochi i favoriti liguri, nel girone si assistette dunque alla marcia solitaria della Juventus: la formazione bianconera, da due stagioni in mano alla famiglia Agnelli, era stata fortemente rafforzata dalla nuova dirigenza con gli attaccanti Piero Pastore e Ferenc Hirzer, e il terzino Virginio Rosetta, al centro di un processo sportivo che aveva compromesso la stagione delle zebre due anni prima; punto di forza tradizionale, inoltre, era il portiere della Nazionale Gianpiero Combi, perno di un'impenetrabile difesa che rimase imbattuta per dieci giornate consecutive. I bianconeri segnarono simbolicamente il passaggio di consegne fra il vecchio e il nuovo calcio italiano andando a vincere all'ultima giornata a Marassi. La Juventus vinse il girone con 37 punti, staccando la seconda classificata, la sorprendente Cremonese, di otto punti. Il girone di andata era stato più equilibrato (al giro di boa la Juventus era in vetta con due punti di vantaggio sulla Cremonese, tre sulla Pro Vercelli e cinque sul Genoa), ma nel girone di ritorno il calo netto delle inseguitrici permise ai bianconeri di vincere matematicamente il girone già alla quartultima giornata grazie alla vittoria per 4-0 nello scontro diretto contro la Cremonese.

Il gol dello juventino Pietro Pastore che aprì le marcature contro i felsinei, nel decisivo spareggio del 1º agosto 1926 giocato all'Arena Civica di Milano.

Come ampiamente previsto, in zona retrocessione caddero squadre di minor spessore: per Mantova, Parma, Reggiana e Udinese la gloria della massima Divisione durò non più di uno o due anni. Sul fondo della classifica del Girone A rimasero Legnano e Pisa, che caddero con Alessandria e Novara, ultimo ad arrendersi. Con la Carta di Viareggio, però, le otto retrocesse rientrarono in gioco disputando, a settembre, un piccolo torneo che avrebbe garantito alla vincitrice il ripescaggio in massima divisione. Prevalse l'Alessandria, che andò così a completare il novero delle partecipanti al campionato successivo.
La finale fra Juventus e Bologna si svolse, come oramai consuetudine, in piena estate. I rossoblù si presentavano da campioni uscenti, mentre i bianconeri arrivavano all'ultimo atto del campionato dopo cinque anni di assenza. La gara di andata, giocata allo stadio Sterlino di Bologna, vide i padroni di casa portarsi in vantaggio nel primo tempo con Bernardo Perin; nella seconda frazione i piemontesi ribaltarono la situazione con una doppietta di Hirzer, mentre fu l'emiliano Muzzioli a segnare la rete della parità. Nel ritorno, al campo di Corso Marsiglia a Torino, prevalse probabilmente la paura di perdere scaturendone una scialba gara a reti bianche, e rendendo così necessario uno spareggio che la FIGC fissò per la settimana seguente a Milano. In tale match, arbitrato come i precedenti dall'onnipresente Gama, i rossoblù mostrarono quei segni di stanchezza che ne avevano contrassegnato la seconda parte della stagione. Subendo la rete di Pastore nel primo tempo, riuscirono a pareggiare col bomber Schiavio, ma non seppero recuperare il gol decisivo di Antonio Vojak, siglato a un quarto d'ora dallo scadere dell'incontro.
In pieno agosto la Juventus ebbe infine la meglio sull'Alba Roma, vincitrice del campionato centro-meridionale, regolandola nella doppia finale scudetto con un 7-1 in Corso Marsiglia e, due settimane più tardi, un 5-0 allo stadio Nazionale di Roma, aggiudicandosi così il secondo tricolore della sua storia: il titolo, che interruppe un'astinenza-record di ventuno anni per il club torinese, fu al contempo il primo dell'era Agnelli.

### I tre Saggi
Anche questa stagione si concluse in modo confuso, con diverse gare rinviate per problemi di ordine pubblico, i dirigenti federali divisi sul da farsi e le grandi società a spingere per una nuova riforma del campionato, confacente ai loro interessi. La crisi gestionale del calcio italiano si aggravò fra maggio e giugno, quando scoppiò uno sciopero arbitrale. Lo sciopero arbitrale fu cagionato dalla decisione presa dalla Lega Nord, e successivamente omologata dal Consiglio Federale, di annullare l'incontro Casale-Torino, provvedimento controverso che dava ai granata l'opportunità di avvicinarsi al Bologna capolista e che fu perciò contestato dai felsinei; il testo della sentenza fu ritenuto offensivo nei confronti dell'arbitro incriminato e l'Associazione Italiana Arbitri, già indignata per l'istituzione da parte della "Commissione dei tredici" delle cosiddette liste di ricusazione degli arbitri, il 30 maggio 1926 indisse uno sciopero per protesta. Il regime fascista, interessato alla sottomissione dello sport nazionale al suo disegno totalitario, reagì duramente a questa forma di protesta, già bandita dal governo in altri settori.
Il segretario del Partito Nazionale Fascista Augusto Turati incaricò il gerarca fascista nonché presidente del CONI Lando Ferretti di convocare a Milano Bozino e Mario Ferretti, rispettivamente presidente e vicepresidente della FIGC, per organizzare una riunione atta a risolvere la crisi arbitrale. All'incontro avrebbero partecipato, tra gli altri, il presidente e il segretario del CONI, il presidente e il vicepresidente della FIGC e un rappresentante dell'AIA. La riunione del 12 giugno pose fine alla vertenza tra FIGC e arbitri, e i dirigenti della FIGC colsero l'occasione per incaricare l'onorevole Ferretti di ringraziare Turati per l'interessamento mostrato nei confronti del calcio.

Lettera di un tifoso napoletano al settimanale Tutti gli Sports, sulla finale di Lega Sud tra Alba e Internaples.

Nel frattempo, tuttavia, il 13 giugno il Consiglio Federale prese un'ulteriore decisione controversa, assegnando la sconfitta a tavolino all'Alba nell'incontro del 2 maggio con la Pro Italia, provvedimento che, se confermato, avrebbe cagionato l'eliminazione degli albini a tutto vantaggio della Bagnolese. La stampa romana gridò al complotto accusando i membri del Consiglio Federale (definiti offensivamente dei "legulei") di collusione con il segretario della Lega Sud Luigi Filosa, il quale fu a sua volta accusato di voler manipolare il campionato centro-meridionale affinché la finale fosse disputata tra due compagini napoletane, l'Internaples e la Bagnolese (la Lega Sud aveva sede a Napoli). L'Alba sporse reclamo chiedendo l'annullamento della sconfitta a tavolino e organizzò al contempo un comizio di protesta per le strade dell'Urbe, invocando inoltre la protezione delle autorità fasciste, in particolare del presidente del CONI Lando Ferretti. Anche grazie a ciò la sconfitta a tavolino fu annullata dalla Presidenza Federale il 27 giugno, nello stesso giorno in cui essa si dimise, e l'Alba poté così vincere il campionato della Lega Sud battendo nella doppia finale l'Internaples.
Il 27 giugno l'intera dirigenza della Federazione rassegnò le dimissioni ma, anziché indire nuove elezioni, demandò i propri poteri al CONI, già controllato dal regime tramite il suo presidente Lando Ferretti; costui nominò a sua volta tre importanti personalità, il presidente della Fortitudo Italo Foschi, il Presidente dell'Associazione Italiana Arbitri (nonché ex vicepresidente dell'Inter) Giovanni Mauro e il presidente del Bologna Paolo Graziani, a formare una Commissione di Riforma dell'ordinamento della Federazione. Ritiratisi in Versilia, il 2 agosto i tre dirigenti emanarono la carta di Viareggio, documento che aprì il calcio italiano al professionismo ma sancì il definitivo assoggettamento della Federazione al totalitarismo fascista.
Dopo le dimissioni del Consiglio della Lega Sud avvenute in estate per la crisi arbitrale di quel periodo, in seguito alla Carta di Viareggio la riforma del calcio meridionale venne operata d'imperio dal fascismo. Riprendendo l'idea di un gruppo di sole 12 squadre del meridione in grado di superare le dinamiche regionali, se ne promossero le tre maggiori (Alba, Fortitudo e Internaples) in Divisione Nazionale, mentre le restanti nove sarebbero rimaste in Prima Divisione usando l'escamotage di spostare l'Anconitana al Nord nel posto lasciato libero dal previsto ripescaggio, e creando un girone di 8 squadre come quelli che si erano pensati per il Settentrione. Secondo indiscrezioni pubblicate dalla Gazzetta del Mezzogiorno, il girone meridionale di Prima Divisione avrebbe compreso Lazio di Roma, Bagnolese di Bagnoli (Napoli), Casertana di Caserta, Pro Italia di Taranto, Liberty di Bari, Palermo nonché due squadre da scegliersi dopo un girone di qualificazione tra l'Ideale di Bari, l'Audace di Taranto e il Roman di Roma. A decidere il ritocco definitivo fu il nuovo presidente federale, il gerarca Leandro Arpinati, che, decidendo di ampliare i gironi di Prima a dieci squadre, deliberò al contempo l'annullamento del previsto girone di qualificazione ammettendo tutte le tre compagini e ripescò il Foggia, ultimo club della Puglia. In questo modo si aumentava a due il numero di squadre laziali e a cinque quelle pugliesi, in modo da dare maggior visibilità alla Capitale anche in cadetteria e risarcire al contempo le compagini pugliesi per l'esclusione dalla Divisione Nazionale.
Con l'allargamento della Divisione Nazionale a 20 squadre, dovuto alla necessità di integrare il Centro-Sud nel massimo campionato, si decise di non farla svolgere a girone unico, suddividendo le partecipanti in due gironi. Le società del Nord si lamentarono per l'ammissione di ben tre società centro-meridionali nella Divisione Nazionale, non ritenendole sufficientemente competitive e lamentando le ingenti spese di trasferta che si sarebbero rese necessarie per viaggiare a Roma e a Napoli, nonché le perdite di incassi dovute al fatto che le partite casalinghe con le compagini centro-meridionali sarebbero state disertate dal pubblico perché prive di interesse. Le società del Nord chiesero di cambiare la formula della Divisione Nazionale avanzando due proposte:
1. ammettere alla Divisione Nazionale 18 squadre inserite in un girone unico, con l'ammissione in soprannumero dell'Alba campione centro-meridionale e della vincente della qualificazione;
2. ammettere alla Divisione Nazionale 20 squadre suddivise in due gironi, con l'ammissione dell'Alba campione centro-meridionale e delle tre vincenti di gare di qualificazione tra 8 squadre del Nord e 3 del Sud (Fortitudo, Internaples e Bagnolese).

Il nuovo presidente federale, Leandro Arpinati, non accolse le loro richieste volte a una riduzione delle società centro-meridionali ammesse, confermando la triplice rappresentanza meridionale. In compenso accolse altre loro richieste, come quella di strutturare i gironi di Prima e Seconda Divisione in raggruppamenti da 10.

## Lega Nord

### Girone A

#### Squadre partecipanti
| Club         | Stagione | Città             | Stadio                        | Stagione precedente                    |
| ------------ | -------- | ----------------- | ----------------------------- | -------------------------------------- |
| Andrea Doria | dettagli | Genova            | Campo sportivo della Cajenna  | 8ª nel gir.B della Prima Divisione     |
| Bologna      | dettagli | Bologna           | Stadio Sterlino               | Campione d'Italia                      |
| Brescia      | dettagli | Brescia           | Stadium di viale Piave        | 10º nel girone A della Prima Divisione |
| Casale       | dettagli | Casale Monferrato | Stadio Natale Palli           | 3ª nel gir.A della Prima Divisione     |
| Inter        | dettagli | Milano            | Campo di via Goldoni          | 4ª nel gir.A della Prima Divisione     |
| Legnano      | dettagli | Legnano           | Stadio Comunale               | 11ª nel gir.A della Prima Divisione    |
| Modena       | dettagli | Modena            | Campo di viale Fontanelli     | 2º nel gir.A della Prima Divisione     |
| Novara       | dettagli | Novara            | Campo di via Lombroso         | 7ª nel gir.B della Prima Divisione     |
| Pisa         | dettagli | Pisa              | Stadio Arena Garibaldi        | 4 nel gir.A della Prima Divisione      |
| Torino       | dettagli | Torino            | Motovelodromo di corso Casale | 6º nel gir.A della Prima Divisione     |
| Udinese      | dettagli | Udine             | Stadio Moretti                | 1º in finale di Seconda Divisione      |
| Verona       | dettagli | Verona            | Stadio Vecchio Bentegodi      | 9ª nel gir.A della Prima Divisione     |

#### Classifica finale
|  | Pos. | Squadra      | Pt | G  | V  | N | P  | GF | GS | QR    |
|  | ---- | ------------ | -- | -- | -- | - | -- | -- | -- | ----- |
|  | 1.   | Bologna      | 38 | 22 | 17 | 4 | 1  | 74 | 20 |       |
|  | 2.   | Torino       | 36 | 22 | 16 | 4 | 2  | 67 | 28 |       |
|  | 3.   | Modena       | 25 | 22 | 11 | 3 | 8  | 45 | 30 | 1,500 |
|  | 4.   | Verona       | 25 | 22 | 10 | 5 | 7  | 58 | 48 | 1,208 |
|  | 5.   | Inter        | 25 | 22 | 10 | 5 | 7  | 44 | 38 | 1,157 |
|  | 6.   | Casale       | 22 | 22 | 9  | 4 | 9  | 42 | 32 |       |
|  | 7.   | Andrea Doria | 21 | 22 | 9  | 3 | 10 | 37 | 50 |       |
|  | 8.   | Brescia      | 19 | 22 | 8  | 3 | 11 | 38 | 51 |       |
|  | 9.   | Novara       | 18 | 22 | 6  | 6 | 10 | 40 | 42 |       |
|  | 10.  | Udinese      | 13 | 22 | 5  | 3 | 14 | 38 | 75 |       |
|  | 11.  | Pisa         | 12 | 22 | 5  | 2 | 15 | 23 | 65 |       |
|  | 12.  | Legnano      | 10 | 22 | 3  | 4 | 15 | 22 | 49 |       |

Legenda:
      Qualificato alla finale di Lega Nord.
      Retrocesso nella nuova Prima Divisione 1926-1927.
Regolamento:
Due punti a vittoria, uno a pareggio, zero a sconfitta.
In caso di arrivo di due o più squadre a pari punti, le squadre venivano classificate secondo il quoziente reti.
Note:
Legnano, Novara, Pisa e Udinese dapprima retrocesse in Prima Divisione 1926-1927 e, successivamente, ammesse alle qualificazioni per l'ammissione alla Divisione Nazionale, secondo le disposizioni della Carta di Viareggio.

#### Risultati

##### Calendario
| andata (1ª) | andata (1ª) | Prima giornata      | ritorno (12ª) | ritorno (12ª) |
|             |             |                     |               |               |
| 4 ott.      | 2-1         | Andrea Doria-Modena | 0-6           | 28 feb.       |
| 4 ott.      | 7-0         | Bologna-Verona      | 2-2           | 28 feb.       |
| 4 ott.      | 3-4         | Brescia-Torino      | 0-5           | 28 feb.       |
| 4 ott.      | 4-0         | Casale-Pisa         | 1-1           | 28 feb.       |
| 4 ott.      | 0-0         | Legnano-Novara      | 1-3           | 28 feb.       |
| 4 ott.      | 3-4         | Udinese-Inter       | 2-4           | 28 feb.       |

| andata (2ª) | andata (2ª) | Seconda giornata   | ritorno (13ª) | ritorno (13ª) |
|             |             |                    |               |               |
| 11 ott.     | 4-1         | Bologna-Novara     | 2-1           | 7 mar.        |
| 11 ott.     | 0-1         | Inter-Andrea Doria | 0-2           | 7 mar.        |
| 11 ott.     | 2-1         | Brescia-Casale     | 0-2           | 7 mar.        |
| 11 ott.     | 0-1         | Legnano-Modena     | 0-2           | 7 mar.        |
| 11 ott.     | 1-2         | Pisa-Udinese       | 2-1           | 7 mar.        |
| 11 ott.     | 5-2         | Torino-Verona      | 1-1           | 7 mar.        |

| andata (1ª) | andata (1ª) | Prima giornata      | ritorno (12ª) | ritorno (12ª) |
|             |             |                     |               |               |
| 4 ott.      | 2-1         | Andrea Doria-Modena | 0-6           | 28 feb.       |
| 4 ott.      | 7-0         | Bologna-Verona      | 2-2           | 28 feb.       |
| 4 ott.      | 3-4         | Brescia-Torino      | 0-5           | 28 feb.       |
| 4 ott.      | 4-0         | Casale-Pisa         | 1-1           | 28 feb.       |
| 4 ott.      | 0-0         | Legnano-Novara      | 1-3           | 28 feb.       |
| 4 ott.      | 3-4         | Udinese-Inter       | 2-4           | 28 feb.       |

| andata (2ª) | andata (2ª) | Seconda giornata   | ritorno (13ª) | ritorno (13ª) |
|             |             |                    |               |               |
| 11 ott.     | 4-1         | Bologna-Novara     | 2-1           | 7 mar.        |
| 11 ott.     | 0-1         | Inter-Andrea Doria | 0-2           | 7 mar.        |
| 11 ott.     | 2-1         | Brescia-Casale     | 0-2           | 7 mar.        |
| 11 ott.     | 0-1         | Legnano-Modena     | 0-2           | 7 mar.        |
| 11 ott.     | 1-2         | Pisa-Udinese       | 2-1           | 7 mar.        |
| 11 ott.     | 5-2         | Torino-Verona      | 1-1           | 7 mar.        |

| andata (3ª) | andata (3ª) | Terza giornata       | ritorno (14ª) | ritorno (14ª) |
|             |             |                      |               |               |
| 18 ott.     | 3-1         | Andrea Doria-Legnano | 0-1           | 14 mar.       |
| 18 ott.     | 3-2         | Brescia-Verona       | 2-4           | 14 mar.       |
| 18 ott.     | 3-3         | Casale-Inter         | 1-4           | 14 mar.       |
| 18 ott.     | 6-2         | Modena-Pisa          | 0-1           | 14 mar.       |
| 18 ott.     | 0-2         | Novara-Torino        | 1-2           | 14 mar.       |
| 18 ott.     | 1-7         | Udinese-Bologna      | 0-4           | 14 mar.       |

| andata (4ª) | andata (4ª) | Quarta giornata   | ritorno (15ª) | ritorno (15ª) |
|             |             |                   |               |               |
| 25 ott.     | 1-0         | Bologna-Modena    | 0-0           | 28 mar.       |
| 25 ott.     | 4-0         | Inter-Brescia     | 1-0           | 28 mar.       |
| 25 ott.     | 1-2         | Legnano-Torino    | 1-4           | 25 apr.       |
| 25 ott.     | 3-2         | Pisa-Andrea Doria | 1-5           | 21 mar.       |
| 25 ott.     | 0-0         | Novara-Casale     | 1-1           | 28 mar.       |
| 25 ott.     | 4-0         | Verona-Udinese    | 3-3           | 28 mar.       |

| andata (3ª) | andata (3ª) | Terza giornata       | ritorno (14ª) | ritorno (14ª) |
|             |             |                      |               |               |
| 18 ott.     | 3-1         | Andrea Doria-Legnano | 0-1           | 14 mar.       |
| 18 ott.     | 3-2         | Brescia-Verona       | 2-4           | 14 mar.       |
| 18 ott.     | 3-3         | Casale-Inter         | 1-4           | 14 mar.       |
| 18 ott.     | 6-2         | Modena-Pisa          | 0-1           | 14 mar.       |
| 18 ott.     | 0-2         | Novara-Torino        | 1-2           | 14 mar.       |
| 18 ott.     | 1-7         | Udinese-Bologna      | 0-4           | 14 mar.       |

| andata (4ª) | andata (4ª) | Quarta giornata   | ritorno (15ª) | ritorno (15ª) |
|             |             |                   |               |               |
| 25 ott.     | 1-0         | Bologna-Modena    | 0-0           | 28 mar.       |
| 25 ott.     | 4-0         | Inter-Brescia     | 1-0           | 28 mar.       |
| 25 ott.     | 1-2         | Legnano-Torino    | 1-4           | 25 apr.       |
| 25 ott.     | 3-2         | Pisa-Andrea Doria | 1-5           | 21 mar.       |
| 25 ott.     | 0-0         | Novara-Casale     | 1-1           | 28 mar.       |
| 25 ott.     | 4-0         | Verona-Udinese    | 3-3           | 28 mar.       |

| andata (5ª) | andata (5ª) | Quinta giornata     | ritorno (16ª) | ritorno (16ª) |
|             |             |                     |               |               |
| 15 nov.     | 2-1         | Casale-Udinese      | 1-2           | 4 apr.        |
| 15 nov.     | 3-3         | Inter-Verona        | 0-1           | 4 apr.        |
| 15 nov.     | 1-2         | Legnano-Bologna     | 0-6           | 4 apr.        |
| 15 nov.     | 2-2         | Andrea Doria-Novara | 1-3           | 4 apr.        |
| 15 nov.     | 4-1         | Torino-Pisa         | 1-1           | 4 apr.        |
| 15 nov.     | 3-2         | Modena-Brescia      | 2-2           | 4 apr.        |

| andata (6ª) | andata (6ª) | Sesta giornata      | ritorno (17ª) | ritorno (17ª) |
|             |             |                     |               |               |
| 22 nov.     | 0-0         | Andrea Doria-Torino | 0-4           | 11 apr.       |
| 22 nov.     | 4-1         | Bologna-Inter       | 1-1           | 11 apr.       |
| 14 feb.     | 4-0         | Casale-Modena       | 3-2           | 11 apr.       |
| 22 nov.     | 3-3         | Udinese-Brescia     | 1-3           | 11 apr.       |
| 22 nov.     | 4-3         | Pisa-Novara         | 0-2           | 11 apr.       |
| 22 nov.     | 4-1         | Verona-Legnano      | 3-1           | 11 apr.       |

| andata (5ª) | andata (5ª) | Quinta giornata     | ritorno (16ª) | ritorno (16ª) |
|             |             |                     |               |               |
| 15 nov.     | 2-1         | Casale-Udinese      | 1-2           | 4 apr.        |
| 15 nov.     | 3-3         | Inter-Verona        | 0-1           | 4 apr.        |
| 15 nov.     | 1-2         | Legnano-Bologna     | 0-6           | 4 apr.        |
| 15 nov.     | 2-2         | Andrea Doria-Novara | 1-3           | 4 apr.        |
| 15 nov.     | 4-1         | Torino-Pisa         | 1-1           | 4 apr.        |
| 15 nov.     | 3-2         | Modena-Brescia      | 2-2           | 4 apr.        |

| andata (6ª) | andata (6ª) | Sesta giornata      | ritorno (17ª) | ritorno (17ª) |
|             |             |                     |               |               |
| 22 nov.     | 0-0         | Andrea Doria-Torino | 0-4           | 11 apr.       |
| 22 nov.     | 4-1         | Bologna-Inter       | 1-1           | 11 apr.       |
| 14 feb.     | 4-0         | Casale-Modena       | 3-2           | 11 apr.       |
| 22 nov.     | 3-3         | Udinese-Brescia     | 1-3           | 11 apr.       |
| 22 nov.     | 4-3         | Pisa-Novara         | 0-2           | 11 apr.       |
| 22 nov.     | 4-1         | Verona-Legnano      | 3-1           | 11 apr.       |

| andata (7ª) | andata (7ª) | Settima giornata     | ritorno (18ª) | ritorno (18ª) |
|             |             |                      |               |               |
| 29 nov.     | 1-2         | Brescia-Bologna      | 0-6           | 2 mag.        |
| 29 nov.     | 5-4         | Inter-Novara         | 1-1           | 2 mag.        |
| 29 nov.     | 0-2         | Legnano-Casale       | 0-5           | 2 mag.        |
| 29 nov.     | 1-1         | Modena-Torino        | 1-3           | 2 mag.        |
| 29 nov.     | 1-3         | Pisa-Verona          | 1-7           | 2 mag.        |
| 29 nov.     | 3-2         | Udinese-Andrea Doria | 2-3           | 2 mag.        |

| andata (8ª) | andata (8ª) | Ottava giornata     | ritorno (19ª) | ritorno (19ª) |
|             |             |                     |               |               |
| 6 dic.      | 2-0         | Casale-Andrea Doria | 2-3           | 11 lug.       |
| 6 dic.      | 1-1         | Legnano-Brescia     | 0-2           | 14 mag.       |
| 6 dic.      | 0-6         | Pisa-Bologna        | 0-7           | 16 mag.       |
| 6 dic.      | 2-1         | Torino-Inter        | 4-3           | 16 mag.       |
| 6 dic.      | 5-1         | Modena-Udinese      | 1-3           | 23 mag.       |
| 6 dic.      | 2-2         | Verona-Novara       | 2-1           | 6 giu.        |

| andata (7ª) | andata (7ª) | Settima giornata     | ritorno (18ª) | ritorno (18ª) |
|             |             |                      |               |               |
| 29 nov.     | 1-2         | Brescia-Bologna      | 0-6           | 2 mag.        |
| 29 nov.     | 5-4         | Inter-Novara         | 1-1           | 2 mag.        |
| 29 nov.     | 0-2         | Legnano-Casale       | 0-5           | 2 mag.        |
| 29 nov.     | 1-1         | Modena-Torino        | 1-3           | 2 mag.        |
| 29 nov.     | 1-3         | Pisa-Verona          | 1-7           | 2 mag.        |
| 29 nov.     | 3-2         | Udinese-Andrea Doria | 2-3           | 2 mag.        |

| andata (8ª) | andata (8ª) | Ottava giornata     | ritorno (19ª) | ritorno (19ª) |
|             |             |                     |               |               |
| 6 dic.      | 2-0         | Casale-Andrea Doria | 2-3           | 11 lug.       |
| 6 dic.      | 1-1         | Legnano-Brescia     | 0-2           | 14 mag.       |
| 6 dic.      | 0-6         | Pisa-Bologna        | 0-7           | 16 mag.       |
| 6 dic.      | 2-1         | Torino-Inter        | 4-3           | 16 mag.       |
| 6 dic.      | 5-1         | Modena-Udinese      | 1-3           | 23 mag.       |
| 6 dic.      | 2-2         | Verona-Novara       | 2-1           | 6 giu.        |

| andata (9ª) | andata (9ª) | Nona giornata       | ritorno (20ª) | ritorno (20ª) |
|             |             |                     |               |               |
| 13 dic.     | 3-2         | Andrea Doria-Verona | 1-5           | 20 giu.       |
| 13 dic.     | 1-0         | Bologna-Casale      | 1-0           | 20 giu.       |
| 13 dic.     | 2-0         | Brescia-Pisa        | 1-0           | 20 giu.       |
| 13 dic.     | 2-0         | Inter-Legnano       | 1-1           | 20 giu.       |
| 13 dic.     | 0-1         | Novara-Modena       | 1-4           | 20 giu.       |
| 13 dic.     | 7-0         | Torino-Udinese      | 3-4           | 20 giu.       |

| andata (10ª) | andata (10ª) | Decima giornata      | ritorno (21ª) | ritorno (21ª) |
|              |              |                      |               |               |
| 24 gen.      | 3-3          | Andrea Doria-Bologna | 0-3           | 27 giu.       |
| 31 gen.      | 4-1          | Brescia-Novara       | 1-5           | 27 giu.       |
| 24 gen.      | 1-3          | Pisa-Inter           | 0-1           | 27 giu.       |
| 7 feb.       | 2-3          | Casale-Torino        | 0-2           | 27 giu.       |
| 24 gen.      | 6-1          | Legnano-Udinese      | 2-2           | 27 giu.       |
| a tav.       | 0-2          | Verona-Modena        | 2-3           | 27 giu.       |

| andata (9ª) | andata (9ª) | Nona giornata       | ritorno (20ª) | ritorno (20ª) |
|             |             |                     |               |               |
| 13 dic.     | 3-2         | Andrea Doria-Verona | 1-5           | 20 giu.       |
| 13 dic.     | 1-0         | Bologna-Casale      | 1-0           | 20 giu.       |
| 13 dic.     | 2-0         | Brescia-Pisa        | 1-0           | 20 giu.       |
| 13 dic.     | 2-0         | Inter-Legnano       | 1-1           | 20 giu.       |
| 13 dic.     | 0-1         | Novara-Modena       | 1-4           | 20 giu.       |
| 13 dic.     | 7-0         | Torino-Udinese      | 3-4           | 20 giu.       |

| andata (10ª) | andata (10ª) | Decima giornata      | ritorno (21ª) | ritorno (21ª) |
|              |              |                      |               |               |
| 24 gen.      | 3-3          | Andrea Doria-Bologna | 0-3           | 27 giu.       |
| 31 gen.      | 4-1          | Brescia-Novara       | 1-5           | 27 giu.       |
| 24 gen.      | 1-3          | Pisa-Inter           | 0-1           | 27 giu.       |
| 7 feb.       | 2-3          | Casale-Torino        | 0-2           | 27 giu.       |
| 24 gen.      | 6-1          | Legnano-Udinese      | 2-2           | 27 giu.       |
| a tav.       | 0-2          | Verona-Modena        | 2-3           | 27 giu.       |

| \| andata (11ª) \| andata (11ª) \| Undicesima giornata \| ritorno (22ª) \| ritorno (22ª) \| \| \| \| \| \| \| \| 3 gen. \| 4-1 \| Andrea Doria-Brescia \| 0-5 \| 4 lug. \| \| 3 gen. \| 3-2 \| Bologna-Torino \| 2-6 \| 4 lug. \| \| 3 gen. \| 2-0 \| Pisa-Legnano[19] \| 1-4 \| 4 lug. \| \| 3 gen. \| 3-0 \| Modena-Inter \| 1-2 \| 4 lug. \| \| a tav. \| 0-2 \| Udinese-Novara \| 3-6 \| 4 lug. \| \| 3 gen. \| 4-3 \| Verona-Casale \| 2-3 \| 4 lug. \| |              |                      |               |               |
| andata (11ª) | andata (11ª) | Undicesima giornata  | ritorno (22ª) | ritorno (22ª) |
| |              |                      |               |               |
| 3 gen. | 4-1          | Andrea Doria-Brescia | 0-5           | 4 lug.        |
| 3 gen. | 3-2          | Bologna-Torino       | 2-6           | 4 lug.        |
| 3 gen. | 2-0          | Pisa-Legnano         | 1-4           | 4 lug.        |
| 3 gen. | 3-0          | Modena-Inter         | 1-2           | 4 lug.        |
| a tav. | 0-2          | Udinese-Novara       | 3-6           | 4 lug.        |
| 3 gen. | 4-3          | Verona-Casale        | 2-3           | 4 lug.        |

| andata (11ª) | andata (11ª) | Undicesima giornata  | ritorno (22ª) | ritorno (22ª) |
|              |              |                      |               |               |
| 3 gen.       | 4-1          | Andrea Doria-Brescia | 0-5           | 4 lug.        |
| 3 gen.       | 3-2          | Bologna-Torino       | 2-6           | 4 lug.        |
| 3 gen.       | 2-0          | Pisa-Legnano         | 1-4           | 4 lug.        |
| 3 gen.       | 3-0          | Modena-Inter         | 1-2           | 4 lug.        |
| a tav.       | 0-2          | Udinese-Novara       | 3-6           | 4 lug.        |
| 3 gen.       | 4-3          | Verona-Casale        | 2-3           | 4 lug.        |

#### Statistiche

##### Squadre

###### Classifica in divenire
| [ 20 ]       | 1ª | 2ª | 3ª | 4ª | 5ª | 6ª | 7ª | 8ª | 9ª | 10ª | 11ª | 12ª | 13ª | 14ª | 15ª | 16ª | 17ª | 18ª | 19ª | 20ª | 21ª | 22ª | Rec. |
| [ 20 ]       |    |    |    |    |    |    |    |    |    |     |     |     |     |     |     |     |     |     |     |     |     |     |      |
| ------------ | -- | -- | -- | -- | -- | -- | -- | -- | -- | --- | --- | --- | --- | --- | --- | --- | --- | --- | --- | --- | --- | --- | ---- |
| Andrea Doria | 2  | 4  | 6  | 6  | 7  | 8  | 8  | 8  | 10 | 12  | 13  | 13  | 15  | 15  | 17  | 17  | 17  | 19  | 21  | 21  | 21  | 21  | 21   |
| Bologna      | 2  | 4  | 6  | 8  | 10 | 12 | 14 | 16 | 18 | 20  | 21  | 22  | 24  | 26  | 27  | 29  | 30  | 32  | 34  | 36  | 38  | 38  | 38   |
| Brescia      | 0  | 2  | 4  | 4  | 4  | 5  | 5  | 6  | 8  | 8   | 10  | 10  | 10  | 10  | 10  | 11  | 13  | 13  | 15  | 17  | 17  | 19  | 19   |
| Casale       | 2  | 2  | 3  | 4  | 6  | 8  | 10 | 12 | 12 | 12  | 12  | 13  | 15  | 15  | 16  | 16  | 18  | 20  | 20  | 20  | 20  | 22  | 22   |
| Inter        | 2  | 2  | 3  | 5  | 6  | 6  | 8  | 8  | 10 | 10  | 12  | 14  | 14  | 16  | 18  | 18  | 19  | 20  | 20  | 21  | 23  | 25  | 25   |
| Legnano      | 1  | 1  | 1  | 1  | 1  | 1  | 1  | 2  | 2  | 2   | 4   | 4   | 4   | 6   | 6   | 6   | 6   | 6   | 6   | 7   | 8   | 10  | 10   |
| Modena       | 0  | 2  | 4  | 4  | 6  | 6  | 7  | 9  | 11 | 13  | 15  | 17  | 19  | 19  | 20  | 21  | 21  | 21  | 21  | 23  | 25  | 25  | 25   |
| Novara       | 1  | 1  | 1  | 2  | 3  | 3  | 3  | 4  | 4  | 6   | 6   | 8   | 8   | 8   | 9   | 11  | 13  | 14  | 14  | 14  | 16  | 18  | 18   |
| Pisa         | 0  | 0  | 0  | 2  | 2  | 4  | 4  | 4  | 4  | 6   | 6   | 7   | 9   | 11  | 11  | 12  | 12  | 12  | 12  | 12  | 12  | 12  | 12   |
| Torino       | 2  | 4  | 6  | 8  | 10 | 11 | 12 | 14 | 16 | 16  | 18  | 20  | 21  | 23  | 25  | 26  | 28  | 30  | 32  | 32  | 34  | 36  | 36   |
| Udinese      | 0  | 2  | 2  | 2  | 2  | 3  | 5  | 5  | 5  | 5   | 5   | 5   | 5   | 5   | 6   | 8   | 8   | 8   | 10  | 12  | 13  | 13  | 13   |
| Verona       | 0  | 0  | 0  | 2  | 3  | 5  | 7  | 8  | 8  | 10  | 10  | 11  | 12  | 14  | 15  | 17  | 19  | 21  | 23  | 25  | 25  | 25  | 25   |

### Girone B

#### Squadre partecipanti
| Club            | Stagione | Città                 | Stadio                           | Stagione precedente                 |
| --------------- | -------- | --------------------- | -------------------------------- | ----------------------------------- |
| Alessandria     | dettagli | Alessandria           | Campo degli Orti                 | 5ª nel gir.B della Prima Divisione  |
| Cremonese       | dettagli | Cremona               | Stadio Giovanni Zini             | 7ª nel gir.A della Prima Divisione  |
| Genoa           | dettagli | Genova                | Campo di via del Piano a Marassi | Finalista di Lega Nord              |
| Juventus        | dettagli | Torino                | Stadio di Corso Marsiglia        | 2ª nel gir.B della Prima Divisione  |
| Livorno         | dettagli | Livorno               | Campo di Villa Chayes            | 5º nel gir.B della Prima Divisione  |
| Mantova         | dettagli | Mantova               | Campo dell'Ippodromo Te          | 11º nel gir.B della Prima Divisione |
| Milan           | dettagli | Milano                | Campo di viale Lombardia         | 8º nel gir.B della Prima Divisione  |
| Padova          | dettagli | Padova                | Stadio Silvio Appiani            | 4º nel gir.B della Prima Divisione  |
| Parma           | dettagli | Parma                 | Stadio Ennio Tardini             | 1º in finale di Seconda Divisione   |
| Pro Vercelli    | dettagli | Vercelli              | Campo piazza Conte di Torino     | 2ª nel gir.B della Prima Divisione  |
| Reggiana        | dettagli | Reggio Emilia         | Stadio Mirabello                 | 8ª nel gir.A della Prima Divisione  |
| Sampierdarenese | dettagli | San Pier d'Arena (GE) | Stadio di Villa Scassi           | 10ª nel gir.B della Prima Divisione |

#### Classifica finale
|  | Pos. | Squadra         | Pt | G  | V  | N | P  | GF | GS | QR    |
|  | ---- | --------------- | -- | -- | -- | - | -- | -- | -- | ----- |
|  | 1.   | Juventus        | 37 | 22 | 17 | 3 | 2  | 68 | 14 |       |
|  | 2.   | Cremonese       | 29 | 22 | 13 | 3 | 6  | 41 | 25 |       |
|  | 3.   | Genoa           | 28 | 22 | 13 | 2 | 7  | 48 | 29 |       |
|  | 4.   | Padova          | 25 | 22 | 11 | 3 | 8  | 55 | 33 | 1,667 |
|  | 5.   | Livorno         | 25 | 22 | 11 | 3 | 8  | 43 | 45 | 0.956 |
|  | 6.   | Sampierdarenese | 23 | 22 | 10 | 3 | 9  | 38 | 43 |       |
|  | 7.   | Pro Vercelli    | 22 | 22 | 9  | 4 | 9  | 42 | 31 | 1,355 |
|  | 8.   | Milan           | 22 | 22 | 10 | 2 | 10 | 43 | 39 | 1,103 |
|  | 9.   | Reggiana        | 17 | 22 | 7  | 3 | 12 | 30 | 50 |       |
|  | 10.  | Alessandria     | 16 | 22 | 7  | 2 | 13 | 41 | 48 |       |
|  | 11.  | Parma           | 12 | 22 | 5  | 2 | 15 | 23 | 58 |       |
|  | 12.  | Mantova         | 8  | 22 | 2  | 4 | 16 | 24 | 81 |       |

Legenda:
      Qualificato alla finale di Lega Nord.
      Retrocesso nella nuova Prima Divisione 1926-1927.
Regolamento:
Due punti a vittoria, uno a pareggio, zero a sconfitta.
In caso di arrivo di due o più squadre a pari punti, le squadre venivano classificate secondo il quoziente reti.
Note:
Reggiana, Alessandria, Parma e Mantova dapprima retrocesse in Prima Divisione 1926-1927 e, successivamente, ammesse alle qualificazioni per l'ammissione alla Divisione Nazionale, secondo le disposizioni della Carta di Viareggio. L'Alessandria ne uscì vincente.

#### Risultati

##### Calendario
| andata (1ª) | andata (1ª) | Prima giornata               | ritorno (12ª) | ritorno (12ª) |
|             |             |                              |               |               |
| 4 ott.      | 6-1         | Livorno-Mantova              | 2-0           | 28 feb.       |
| 4 ott.      | 6-0         | Juventus-Parma               | 3-0           | 28 feb.       |
| 4 ott.      | 2-0         | Pro Vercelli-Sampierdarenese | 0-1           | 28 feb.       |
| 4 ott.      | 1-4         | Milan-Cremonese              | 0-1           | 28 feb.       |
| 4 ott.      | 1-0         | Padova-Alessandria           | 2-0           | 28 feb.       |
| 4 ott.      | 2-2         | Reggiana-Genoa               | 0-3           | 28 feb.       |

| andata (2ª) | andata (2ª) | Seconda giornata         | ritorno (13ª) | ritorno (13ª) |
|             |             |                          |               |               |
| 11 ott.     | 8-0         | Cremonese-Livorno        | 1-2           | 7 mar.        |
| 11 ott.     | 2-1         | Genoa-Milan              | 3-1           | 7 mar.        |
| 11 ott.     | 2-2         | Padova-Juventus          | 2-3           | 7 mar.        |
| 11 ott.     | 1-0         | Parma-Alessandria        | 0-2           | 7 mar.        |
| 11 ott.     | 2-2         | Mantova-Pro Vercelli     | 0-3           | 7 mar.        |
| 11 ott.     | 3-3         | Sampierdarenese-Reggiana | 1-1           | 7 mar.        |

| andata (1ª) | andata (1ª) | Prima giornata               | ritorno (12ª) | ritorno (12ª) |
|             |             |                              |               |               |
| 4 ott.      | 6-1         | Livorno-Mantova              | 2-0           | 28 feb.       |
| 4 ott.      | 6-0         | Juventus-Parma               | 3-0           | 28 feb.       |
| 4 ott.      | 2-0         | Pro Vercelli-Sampierdarenese | 0-1           | 28 feb.       |
| 4 ott.      | 1-4         | Milan-Cremonese              | 0-1           | 28 feb.       |
| 4 ott.      | 1-0         | Padova-Alessandria           | 2-0           | 28 feb.       |
| 4 ott.      | 2-2         | Reggiana-Genoa               | 0-3           | 28 feb.       |

| andata (2ª) | andata (2ª) | Seconda giornata         | ritorno (13ª) | ritorno (13ª) |
|             |             |                          |               |               |
| 11 ott.     | 8-0         | Cremonese-Livorno        | 1-2           | 7 mar.        |
| 11 ott.     | 2-1         | Genoa-Milan              | 3-1           | 7 mar.        |
| 11 ott.     | 2-2         | Padova-Juventus          | 2-3           | 7 mar.        |
| 11 ott.     | 1-0         | Parma-Alessandria        | 0-2           | 7 mar.        |
| 11 ott.     | 2-2         | Mantova-Pro Vercelli     | 0-3           | 7 mar.        |
| 11 ott.     | 3-3         | Sampierdarenese-Reggiana | 1-1           | 7 mar.        |

| andata (3ª) | andata (3ª) | Terza giornata           | ritorno (14ª) | ritorno (14ª) |
|             |             |                          |               |               |
| 18 ott.     | 1-1         | Alessandria-Pro Vercelli | 0-1           | 14 mar.       |
| 18 ott.     | 3-0         | Cremonese-Parma          | 1-3           | 14 mar.       |
| 18 ott.     | 3-2         | Livorno-Genoa            | 0-0           | 14 mar.       |
| 18 ott.     | 2-1         | Milan-Mantova            | 2-0           | 14 mar.       |
| 18 ott.     | 4-1         | Reggiana-Padova          | 2-6           | 14 mar.       |
| 18 ott.     | 2-1         | Sampierdarenese-Juventus | 0-4           | 21 feb.       |

| andata (4ª) | andata (4ª) | Quarta giornata        | ritorno (15ª) | ritorno (15ª) |
|             |             |                        |               |               |
| 25 ott.     | 3-1         | Genoa-Sampierdarenese  | 3-2           | 25 apr.       |
| 25 ott.     | 6-0         | Juventus-Milan         | 2-1           | 28 mar.       |
| 25 ott.     | 7-1         | Mantova-Alessandria    | 0-9           | 28 mar.       |
| 25 ott.     | 6-1         | Padova-Livorno         | 0-3           | 28 mar.       |
| 25 ott.     | 2-0         | Parma-Reggiana         | 0-2           | 18 apr.       |
| 25 ott.     | 4-0         | Pro Vercelli-Cremonese | 2-4           | 25 apr.       |

| andata (3ª) | andata (3ª) | Terza giornata           | ritorno (14ª) | ritorno (14ª) |
|             |             |                          |               |               |
| 18 ott.     | 1-1         | Alessandria-Pro Vercelli | 0-1           | 14 mar.       |
| 18 ott.     | 3-0         | Cremonese-Parma          | 1-3           | 14 mar.       |
| 18 ott.     | 3-2         | Livorno-Genoa            | 0-0           | 14 mar.       |
| 18 ott.     | 2-1         | Milan-Mantova            | 2-0           | 14 mar.       |
| 18 ott.     | 4-1         | Reggiana-Padova          | 2-6           | 14 mar.       |
| 18 ott.     | 2-1         | Sampierdarenese-Juventus | 0-4           | 21 feb.       |

| andata (4ª) | andata (4ª) | Quarta giornata        | ritorno (15ª) | ritorno (15ª) |
|             |             |                        |               |               |
| 25 ott.     | 3-1         | Genoa-Sampierdarenese  | 3-2           | 25 apr.       |
| 25 ott.     | 6-0         | Juventus-Milan         | 2-1           | 28 mar.       |
| 25 ott.     | 7-1         | Mantova-Alessandria    | 0-9           | 28 mar.       |
| 25 ott.     | 6-1         | Padova-Livorno         | 0-3           | 28 mar.       |
| 25 ott.     | 2-0         | Parma-Reggiana         | 0-2           | 18 apr.       |
| 25 ott.     | 4-0         | Pro Vercelli-Cremonese | 2-4           | 25 apr.       |

| andata (5ª) | andata (5ª) | Quinta giornata        | ritorno (16ª) | ritorno (16ª) |
|             |             |                        |               |               |
| 15 nov.     | 4-3         | Alessandria-Milan      | 2-2           | 4 apr.        |
| 15 nov.     | 2-0         | Cremonese-Mantova      | 0-0           | 4 apr.        |
| 15 nov.     | 1-5         | Parma-Genoa            | 0-3           | 4 apr.        |
| 15 nov.     | 5-2         | Reggiana-Livorno       | 0-2           | 4 apr.        |
| 15 nov.     | 0-1         | Pro Vercelli-Juventus  | 1-2           | 4 apr.        |
| 15 nov.     | 2-1         | Sampierdarenese-Padova | 0-3           | 4 apr.        |

| andata (6ª) | andata (6ª) | Sesta giornata       | ritorno (17ª) | ritorno (17ª) |
|             |             |                      |               |               |
| 31 gen.     | 3-0         | Milan-Padova         | 2-4           | 18 lug.       |
| 22 nov.     | 4-0         | Juventus-Alessandria | 3-1           | 25 apr.       |
| 22 nov.     | 5-1         | Livorno-Sampierd.    | 1-2           | 11 apr.       |
| 22 nov.     | 2-5         | Mantova-Genoa        | 1-3           | 11 apr.       |
| 22 nov.     | 0-3         | Parma-Pro Vercelli   | 2-2           | 11 apr.       |
| 22 nov.     | 0-2         | Reggiana-Cremonese   | 0-1           | 11 apr.       |

| andata (5ª) | andata (5ª) | Quinta giornata        | ritorno (16ª) | ritorno (16ª) |
|             |             |                        |               |               |
| 15 nov.     | 4-3         | Alessandria-Milan      | 2-2           | 4 apr.        |
| 15 nov.     | 2-0         | Cremonese-Mantova      | 0-0           | 4 apr.        |
| 15 nov.     | 1-5         | Parma-Genoa            | 0-3           | 4 apr.        |
| 15 nov.     | 5-2         | Reggiana-Livorno       | 0-2           | 4 apr.        |
| 15 nov.     | 0-1         | Pro Vercelli-Juventus  | 1-2           | 4 apr.        |
| 15 nov.     | 2-1         | Sampierdarenese-Padova | 0-3           | 4 apr.        |

| andata (6ª) | andata (6ª) | Sesta giornata       | ritorno (17ª) | ritorno (17ª) |
|             |             |                      |               |               |
| 31 gen.     | 3-0         | Milan-Padova         | 2-4           | 18 lug.       |
| 22 nov.     | 4-0         | Juventus-Alessandria | 3-1           | 25 apr.       |
| 22 nov.     | 5-1         | Livorno-Sampierd.    | 1-2           | 11 apr.       |
| 22 nov.     | 2-5         | Mantova-Genoa        | 1-3           | 11 apr.       |
| 22 nov.     | 0-3         | Parma-Pro Vercelli   | 2-2           | 11 apr.       |
| 22 nov.     | 0-2         | Reggiana-Cremonese   | 0-1           | 11 apr.       |

| andata (7ª) | andata (7ª) | Settima giornata      | ritorno (18ª) | ritorno (18ª) |
|             |             |                       |               |               |
| 29 nov.     | 6-0         | Alessandria-Reggiana  | 1-2           | 2 mag.        |
| 29 nov.     | 2-1         | Genoa-Cremonese       | 0-1           | 2 mag.        |
| 29 nov.     | 3-0         | Juventus-Livorno      | 1-1           | 2 mag.        |
| 29 nov.     | 9-0         | Padova-Mantova        | 2-0           | 2 mag.        |
| 29 nov.     | 3-1         | Pro Vercelli-Milan    | 0-4           | 2 mag.        |
| 29 nov.     | 4-1         | Sampierdarenese-Parma | 3-1           | 2 mag.        |

| andata (8ª) | andata (8ª) | Ottava giornata       | ritorno (19ª) | ritorno (19ª) |
|             |             |                       |               |               |
| 6 dic.      | 1-0         | Alessandria-Livorno   | 2-6           | 16 mag.       |
| 6 dic.      | 0-0         | Cremonese-Juventus    | 0-4           | 16 mag.       |
| 6 dic.      | 2-0         | Genoa-Padova          | 0-2           | 16 mag.       |
| 6 dic.      | 1-1         | Mantova-Sampierd.     | 1-8           | 16 mag.       |
| 6 dic.      | 4-2         | Milan-Parma           | 2-1           | 16 mag.       |
| 6 dic.      | 3-2         | Reggiana-Pro Vercelli | 0-3           | 16 mag.       |

| andata (7ª) | andata (7ª) | Settima giornata      | ritorno (18ª) | ritorno (18ª) |
|             |             |                       |               |               |
| 29 nov.     | 6-0         | Alessandria-Reggiana  | 1-2           | 2 mag.        |
| 29 nov.     | 2-1         | Genoa-Cremonese       | 0-1           | 2 mag.        |
| 29 nov.     | 3-0         | Juventus-Livorno      | 1-1           | 2 mag.        |
| 29 nov.     | 9-0         | Padova-Mantova        | 2-0           | 2 mag.        |
| 29 nov.     | 3-1         | Pro Vercelli-Milan    | 0-4           | 2 mag.        |
| 29 nov.     | 4-1         | Sampierdarenese-Parma | 3-1           | 2 mag.        |

| andata (8ª) | andata (8ª) | Ottava giornata       | ritorno (19ª) | ritorno (19ª) |
|             |             |                       |               |               |
| 6 dic.      | 1-0         | Alessandria-Livorno   | 2-6           | 16 mag.       |
| 6 dic.      | 0-0         | Cremonese-Juventus    | 0-4           | 16 mag.       |
| 6 dic.      | 2-0         | Genoa-Padova          | 0-2           | 16 mag.       |
| 6 dic.      | 1-1         | Mantova-Sampierd.     | 1-8           | 16 mag.       |
| 6 dic.      | 4-2         | Milan-Parma           | 2-1           | 16 mag.       |
| 6 dic.      | 3-2         | Reggiana-Pro Vercelli | 0-3           | 16 mag.       |

| andata (9ª) | andata (9ª) | Nona giornata         | ritorno (20ª) | ritorno (20ª) |
|             |             |                       |               |               |
| 13 dic.     | 0-5         | Mantova-Juventus      | 1-8           | 20 giu.       |
| 13 dic.     | 1-1         | Padova-Cremonese      | 1-2           | 20 giu.       |
| 13 dic.     | 4-0         | Livorno-Parma         | 1-0           | 20 giu.       |
| 13 dic.     | 2-0         | Pro Vercelli-Genoa    | 1-2           | 20 giu.       |
| 13 dic.     | 0-1         | Reggiana-Milan        | 0-4           | 20 giu.       |
| 13 dic.     | 2-1         | Sampierd.-Alessandria | 0-5           | 20 giu.       |

| andata (10ª) | andata (10ª) | Decima giornata     | ritorno (21ª) | ritorno (21ª) |
|              |              |                     |               |               |
| 21 feb.      | 1-0          | Alessandria-Genoa   | 2-7           | 27 giu.       |
| 24 gen.      | 2-1          | Cremonese-Sampierd. | 1-2           | 27 giu.       |
| 24 gen.      | 5-0          | Juventus-Reggiana   | 0-2           | 27 giu.       |
| 24 gen.      | 5-3          | Parma-Mantova       | 1-1           | 27 giu.       |
| 7 feb.       | 4-1          | Milan-Livorno       | 1-1           | 27 giu.       |
| 14 feb.      | 1-1          | Pro Vercelli-Padova | 2-5           | 27 giu.       |

| andata (9ª) | andata (9ª) | Nona giornata         | ritorno (20ª) | ritorno (20ª) |
|             |             |                       |               |               |
| 13 dic.     | 0-5         | Mantova-Juventus      | 1-8           | 20 giu.       |
| 13 dic.     | 1-1         | Padova-Cremonese      | 1-2           | 20 giu.       |
| 13 dic.     | 4-0         | Livorno-Parma         | 1-0           | 20 giu.       |
| 13 dic.     | 2-0         | Pro Vercelli-Genoa    | 1-2           | 20 giu.       |
| 13 dic.     | 0-1         | Reggiana-Milan        | 0-4           | 20 giu.       |
| 13 dic.     | 2-1         | Sampierd.-Alessandria | 0-5           | 20 giu.       |

| andata (10ª) | andata (10ª) | Decima giornata     | ritorno (21ª) | ritorno (21ª) |
|              |              |                     |               |               |
| 21 feb.      | 1-0          | Alessandria-Genoa   | 2-7           | 27 giu.       |
| 24 gen.      | 2-1          | Cremonese-Sampierd. | 1-2           | 27 giu.       |
| 24 gen.      | 5-0          | Juventus-Reggiana   | 0-2           | 27 giu.       |
| 24 gen.      | 5-3          | Parma-Mantova       | 1-1           | 27 giu.       |
| 7 feb.       | 4-1          | Milan-Livorno       | 1-1           | 27 giu.       |
| 14 feb.      | 1-1          | Pro Vercelli-Padova | 2-5           | 27 giu.       |

| \| andata (11ª) \| andata (11ª) \| Undicesima giornata \| ritorno (22ª) \| ritorno (22ª) \| \| \| \| \| \| \| \| 31 gen. \| 2-3 \| Alessandria-Cremonese \| 0-3 \| 4 lug. \| \| 3 gen. \| 2-0 \| Juventus-Genoa \| 3-1 \| 4 lug. \| \| 3 gen. \| 7-0 \| Pro Vercelli-Livorno \| 0-2 \| 4 lug. \| \| 3 gen. \| 3-0 \| Mantova-Reggiana \| 0-4 \| 4 lug. \| \| 3 gen. \| 6-1 \| Padova-Parma \| 0-2 \| 4 lug. \| \| 3 gen. \| 2-1 \| Sampierdarenese-Milan \| 0-2 \| 4 lug. \| |              |                       |               |               |
| andata (11ª) | andata (11ª) | Undicesima giornata   | ritorno (22ª) | ritorno (22ª) |
| |              |                       |               |               |
| 31 gen. | 2-3          | Alessandria-Cremonese | 0-3           | 4 lug.        |
| 3 gen. | 2-0          | Juventus-Genoa        | 3-1           | 4 lug.        |
| 3 gen. | 7-0          | Pro Vercelli-Livorno  | 0-2           | 4 lug.        |
| 3 gen. | 3-0          | Mantova-Reggiana      | 0-4           | 4 lug.        |
| 3 gen. | 6-1          | Padova-Parma          | 0-2           | 4 lug.        |
| 3 gen. | 2-1          | Sampierdarenese-Milan | 0-2           | 4 lug.        |

| andata (11ª) | andata (11ª) | Undicesima giornata   | ritorno (22ª) | ritorno (22ª) |
|              |              |                       |               |               |
| 31 gen.      | 2-3          | Alessandria-Cremonese | 0-3           | 4 lug.        |
| 3 gen.       | 2-0          | Juventus-Genoa        | 3-1           | 4 lug.        |
| 3 gen.       | 7-0          | Pro Vercelli-Livorno  | 0-2           | 4 lug.        |
| 3 gen.       | 3-0          | Mantova-Reggiana      | 0-4           | 4 lug.        |
| 3 gen.       | 6-1          | Padova-Parma          | 0-2           | 4 lug.        |
| 3 gen.       | 2-1          | Sampierdarenese-Milan | 0-2           | 4 lug.        |

#### Statistiche

##### Squadre

###### Classifica in divenire
| [ 20 ]          | 1ª | 2ª | 3ª | 4ª | 5ª | 6ª | 7ª | 8ª | 9ª | 10ª | 11ª | 12ª | 13ª | 14ª | 15ª | 16ª | 17ª | 18ª | 19ª | 20ª | 21ª | 22ª | Rec. |
| [ 20 ]          |    |    |    |    |    |    |    |    |    |     |     |     |     |     |     |     |     |     |     |     |     |     |      |
| --------------- | -- | -- | -- | -- | -- | -- | -- | -- | -- | --- | --- | --- | --- | --- | --- | --- | --- | --- | --- | --- | --- | --- | ---- |
| Alessandria     | 0  | 1  | 1  | 1  | 3  | 3  | 5  | 7  | 7  | 9   | 9   | 9   | 11  | 11  | 13  | 14  | 14  | 14  | 14  | 16  | 16  | 16  | 16   |
| Cremonese       | 2  | 4  | 6  | 6  | 8  | 10 | 10 | 11 | 12 | 14  | 16  | 18  | 18  | 18  | 20  | 21  | 23  | 25  | 25  | 27  | 27  | 29  | 29   |
| Genoa           | 1  | 3  | 3  | 5  | 7  | 9  | 11 | 13 | 13 | 13  | 13  | 15  | 17  | 18  | 20  | 22  | 24  | 24  | 24  | 26  | 28  | 28  | 28   |
| Juventus        | 2  | 3  | 3  | 5  | 7  | 9  | 11 | 12 | 14 | 16  | 18  | 20  | 22  | 24  | 26  | 28  | 30  | 31  | 33  | 35  | 35  | 37  | 37   |
| Livorno         | 2  | 2  | 4  | 4  | 4  | 6  | 6  | 6  | 8  | 8   | 8   | 10  | 12  | 13  | 15  | 17  | 17  | 18  | 20  | 22  | 23  | 25  | 25   |
| Mantova         | 0  | 1  | 1  | 3  | 3  | 3  | 3  | 4  | 4  | 5   | 7   | 7   | 7   | 7   | 7   | 8   | 8   | 8   | 8   | 8   | 8   | 8   | 8    |
| Milan           | 0  | 0  | 2  | 2  | 2  | 4  | 4  | 6  | 8  | 10  | 10  | 10  | 10  | 12  | 12  | 13  | 13  | 15  | 17  | 19  | 20  | 22  | 22   |
| Padova          | 2  | 3  | 3  | 5  | 5  | 5  | 7  | 7  | 8  | 9   | 11  | 13  | 13  | 15  | 15  | 17  | 19  | 21  | 23  | 23  | 25  | 25  | 25   |
| Parma           | 0  | 2  | 2  | 4  | 4  | 4  | 4  | 4  | 4  | 5   | 5   | 5   | 5   | 7   | 7   | 7   | 8   | 8   | 8   | 8   | 10  | 12  | 12   |
| Pro Vercelli    | 2  | 3  | 4  | 6  | 6  | 8  | 10 | 10 | 12 | 13  | 15  | 15  | 17  | 19  | 19  | 19  | 20  | 20  | 22  | 22  | 22  | 22  | 22   |
| Reggiana        | 1  | 2  | 4  | 4  | 6  | 6  | 6  | 8  | 8  | 8   | 8   | 8   | 9   | 9   | 11  | 11  | 11  | 13  | 13  | 13  | 15  | 17  | 17   |
| Sampierdarenese | 0  | 1  | 3  | 3  | 5  | 5  | 7  | 8  | 10 | 10  | 12  | 14  | 15  | 15  | 15  | 15  | 17  | 19  | 21  | 21  | 23  | 23  | 23   |

### Finali di Lega
Al termine di ben tre match (all'epoca in casi di parità si doveva ripetere la partita) la Juventus si è qualificata per la finalissima.
|          | Risultati |          | Luogo e data            |
| -------- | --------- | -------- | ----------------------- |
| Bologna  | 2-2       | Juventus | Bologna, 11 luglio 1926 |
| Juventus | 0-0       | Bologna  | Torino, 25 luglio 1926  |
| Juventus | 2-1       | Bologna  | Milano, 1º agosto 1926  |
|          |           |          |                         |

### Qualificazioni alla Divisione Nazionale
Nel settembre del 1926 venne concesso alle otto società che nel regolamento di giugno sarebbero retrocesse di giocarsi un imprevisto posto di ripescaggio in applicazione della Carta di Viareggio.
Ad aggiudicarsi il posto fu l'Alessandria.

#### Primo turno
|             | Risultati |          | Luogo e data            |
| ----------- | --------- | -------- | ----------------------- |
| Alessandria | 6-1       | Pisa     | Genova, 29 agosto 1926  |
| Legnano     | 2-0       | Udinese  | Verona, 29 agosto 1926  |
| Mantova     | 7-3       | Reggiana | Bologna, 29 agosto 1926 |
| Novara      | 4-0       | Parma    | Torino, 29 agosto 1926  |
|             |           |          |                         |

#### Secondo turno
|             | Risultati |         | Luogo e data               |
| ----------- | --------- | ------- | -------------------------- |
| Alessandria | 4-1       | Legnano | Vercelli, 5 settembre 1926 |
| Mantova     | 3-4       | Novara  | Milano, 5 settembre 1926   |
|             |           |         |                            |

#### Terzo turno
|             | Risultati |        | Luogo e data                         |
| ----------- | --------- | ------ | ------------------------------------ |
| Alessandria | 2-2       | Novara | Casale Monferrato, 12 settembre 1926 |
| Alessandria | 3-1       | Novara | Torino, 23 settembre 1926            |
|             |           |        |                                      |

## Lega Sud

### I verdetti
Come già detto, l'assemblea federale del 15-16 agosto 1925 si chiuse senza deliberazioni riguardo alla struttura dei relativi campionati nella stagione successiva (la 1926-1927), ciò quindi comportò che i gironi regionali, disputati generalmente fra il novembre 1925 e il febbraio 1926, ebbero come verdetto certo e ufficiale le sole squadre qualificate alle semifinali (due per ogni girone), senza che si sapesse, almeno inizialmente, quali e quante formazioni sarebbero state ammesse nell'ipotetica Prima Divisione "interregionale" e quali retrocesse in Seconda Divisione; furono ventilati alcuni progetti, come il succitato pubblicato in estate dalla Gazzetta del Mezzogiorno, ma nulla fu messo agli atti. Certo, invece, era che inizialmente nessuno dei club appartenenti alla Lega Sud avrebbe partecipato alla nuova élite della Divisione Nazionale. De facto, questa situazione rimase in sospeso fino al 2 agosto quando fu promulgata la Carta di Viareggio; prima, solo l'Alba di Roma era riuscita ad ottenere dalla FIGC l'ammissione alla nuova Divisione Nazionale quale campionessa meridionale.
La Carta di Viareggio, che diede un importante assetto per la stagione seguente, fu comunque promulgata venti giorni prima della proclamazione del campione d'Italia 1925-26, poi ad essa seguirono le delibere del Direttorio Federale, che sancirono la retrocessione di Maceratese e Messinese in Seconda Divisione.
Ciò spiegato per illustrare la particolare situazione di quei mesi per le squadre della Lega Sud, e quindi la differenza rispetto al solito nell'arrangiamento grafico per le classifiche dei relativi gironi, che si preferisce rispecchino quanto stabilito i primi giorni di agosto 1926. Non rinunciando a riconoscere i meriti guadagnati dalle formazioni sul campo, e per quanto possibile ad un ordine cronologico dei verdetti.

### Gironi regionali di qualificazione
Inizialmente la Lega Sud ammise solo tre campane (Internaples, Casertana e Bagnolese, solo la prima come avente diritto) e cinque laziali al campionato; successivamente, tra fine novembre e inizio dicembre, ammise la Pro Roma nel girone laziale, nonché Puteolana e Stabia in quello campano, ricompilando di conseguenza i calendari dei due gironi.

#### Sezione campana

##### Squadre partecipanti
| Club        | Stagione | Città                        | Stadio                         | Stagione precedente                   |
| ----------- | -------- | ---------------------------- | ------------------------------ | ------------------------------------- |
| Bagnolese   | dettagli | Bagnoli (NA)                 | Campo dell'ILVA                | Inattiva                              |
| Casertana   | dettagli | Caserta                      | -                              | Club di nuova affiliazione            |
| Internaples | dettagli | Napoli                       | Stadio Militare dell'Arenaccia | 3º nel girone Campano                 |
| Puteolana   | dettagli | Pozzuoli (NA)                | Campo Armstrong                | Campione di Terza Divisione Campana   |
| Stabia      | dettagli | Castellammare di Stabia (NA) | -                              | Campione di Seconda Divisione Campana |

##### Classifica finale
|  | Pos. | Squadra     | Pt | G | V | N | P | GF | GS | QR |
|  | ---- | ----------- | -- | - | - | - | - | -- | -- | -- |
|  | 1.   | Internaples | 15 | 8 | 7 | 1 | 0 | 35 | 4  |    |
|  | 2.   | Bagnolese   | 11 | 8 | 5 | 1 | 2 | 20 | 8  |    |
|  | 3.   | Casertana   | 8  | 8 | 4 | 0 | 4 | 11 | 21 |    |
|  | 4.   | Stabia      | 6  | 8 | 3 | 0 | 5 | 13 | 22 |    |
|  | 5.   | Puteolana   | 0  | 8 | 0 | 0 | 8 | 5  | 29 |    |

Legenda:
      Qualificato alle semifinali interregionali.
      Ammesso nella nuova Prima Divisione 1926-1927.
      Retrocesso in Seconda Divisione 1926-1927.
Regolamento:
Due punti a vittoria, uno a pareggio, zero a sconfitta.
In caso di arrivo di due o più squadre a pari punti, le squadre venivano classificate secondo il quoziente reti.
La Puteolana a fine stagione passa dalla FIGC all'ULIC.

##### Risultati

###### Tabellone
|             | USB  | CAS  | INT  | PUT  | STA  |
| ----------- | ---- | ---- | ---- | ---- | ---- |
| Bagnolese   | –––– | 2-0  | 1-1  | 3-0  | 6-0  |
| Casertana   | 0-2  | –––– | 0-10 | 5-3  | 2-0  |
| Internaples | 4-2  | 2-0  | –––– | 6-0  | 4-1  |
| Puteolana   | 0-3  | 1-2  | 0-2  | –––– | 1-3  |
| Stabia      | 3-1  | 1-2  | 0-6  | 5-0  | –––– |

###### Calendario
| andata (1ª) | andata (1ª)       | Prima giornata        | ritorno (6ª) | ritorno (6ª) |
|             |                   |                       |              |              |
| 29 nov.     | 4-2               | Internaples-Bagnolese | 1-1          | 10 gen.      |
| 3 gen.      | 1-3               | Puteolana-Stabia      | 0-5          | 10 gen.      |
| 3 gen.      | Riposa: Casertana |                       |              | 10 gen.      |

| andata (2ª) | andata (2ª)         | Seconda giornata    | ritorno (7ª) | ritorno (7ª) |
|             |                     |                     |              |              |
| 6 dic.      | 3-1                 | Stabia-Bagnolese    | 0-6          | 17 gen.      |
| 6 dic.      | 1-2                 | Puteolana-Casertana | 3-5          | 17 gen.      |
| 6 dic.      | Riposa: Internaples |                     |              | 17 gen.      |

| andata (3ª) | andata (3ª)    | Terza giornata        | ritorno (8ª) | ritorno (8ª) |
|             |                |                       |              |              |
| 13 dic.     | 3-0            | Bagnolese-Puteolana   | 3-0          | 24 gen.      |
| 13 dic.     | 0-10           | Casertana-Internaples | 0-2          | 24 gen.      |
| 13 dic.     | Riposa: Stabia |                       |              | 24 gen.      |

| andata (4ª) | andata (4ª)       | Quarta giornata       | ritorno (9ª) | ritorno (9ª) |
|             |                   |                       |              |              |
| 20 dic.     | 6-0               | Internaples-Puteolana | 2-0          | 28 feb.      |
| 20 dic.     | 1-2               | Stabia-Casertana      | 0-2          | 21 feb.      |
| 20 dic.     | Riposa: Bagnolese |                       |              | 21 feb.      |

| andata (5ª) | andata (5ª)       | Quinta giornata     | ritorno (10ª) | ritorno (10ª) |
|             |                   |                     |               |               |
| 27 dic.     | 0-2               | Casertana-Bagnolese | 0-2           | 7 feb.        |
| 27 dic.     | 4-1               | Internaples-Stabia  | 6-0           | 7 feb.        |
| 27 dic.     | Riposa: Puteolana |                     |               | 7 feb.        |

| andata (1ª) | andata (1ª)       | Prima giornata        | ritorno (6ª) | ritorno (6ª) |
|             |                   |                       |              |              |
| 29 nov.     | 4-2               | Internaples-Bagnolese | 1-1          | 10 gen.      |
| 3 gen.      | 1-3               | Puteolana-Stabia      | 0-5          | 10 gen.      |
| 3 gen.      | Riposa: Casertana |                       |              | 10 gen.      |

| andata (2ª) | andata (2ª)         | Seconda giornata    | ritorno (7ª) | ritorno (7ª) |
|             |                     |                     |              |              |
| 6 dic.      | 3-1                 | Stabia-Bagnolese    | 0-6          | 17 gen.      |
| 6 dic.      | 1-2                 | Puteolana-Casertana | 3-5          | 17 gen.      |
| 6 dic.      | Riposa: Internaples |                     |              | 17 gen.      |

| andata (3ª) | andata (3ª)    | Terza giornata        | ritorno (8ª) | ritorno (8ª) |
|             |                |                       |              |              |
| 13 dic.     | 3-0            | Bagnolese-Puteolana   | 3-0          | 24 gen.      |
| 13 dic.     | 0-10           | Casertana-Internaples | 0-2          | 24 gen.      |
| 13 dic.     | Riposa: Stabia |                       |              | 24 gen.      |

| andata (4ª) | andata (4ª)       | Quarta giornata       | ritorno (9ª) | ritorno (9ª) |
|             |                   |                       |              |              |
| 20 dic.     | 6-0               | Internaples-Puteolana | 2-0          | 28 feb.      |
| 20 dic.     | 1-2               | Stabia-Casertana      | 0-2          | 21 feb.      |
| 20 dic.     | Riposa: Bagnolese |                       |              | 21 feb.      |

| andata (5ª) | andata (5ª)       | Quinta giornata     | ritorno (10ª) | ritorno (10ª) |
|             |                   |                     |               |               |
| 27 dic.     | 0-2               | Casertana-Bagnolese | 0-2           | 7 feb.        |
| 27 dic.     | 4-1               | Internaples-Stabia  | 6-0           | 7 feb.        |
| 27 dic.     | Riposa: Puteolana |                     |               | 7 feb.        |

#### Sezione laziale

##### Squadre partecipanti
| Club        | Stagione | Città | Stadio                           | Stagione precedente                  |
| ----------- | -------- | ----- | -------------------------------- | ------------------------------------ |
| Alba Roma   | dettagli | Roma  | Stadio Nazionale                 | Finalista di Lega Sud                |
| Audace Roma | dettagli | Roma  | Campo all'Olmo viale Angelico    | 4ª nel girone laziale                |
| Fortitudo   | dettagli | Roma  | Campo "Madonna del Riposo"       | 3ª nel girone laziale                |
| Lazio       | dettagli | Roma  | Stadio della Rondinella          | Semifinali del Sud                   |
| Pro Roma    | dettagli | Roma  | Campo Lungotevere Flaminio       | 5ª nel girone laziale                |
| Roman       | dettagli | Roma  | Campo dei Due Pini, via Flaminia | Vincitore della 2ª Divisione laziale |

##### Classifica finale
|  | Pos. | Squadra     | Pt | G  | V | N | P  | GF | GS | QR |
|  | ---- | ----------- | -- | -- | - | - | -- | -- | -- | -- |
|  | 1.   | Alba Roma   | 17 | 10 | 8 | 1 | 1  | 41 | 13 |    |
|  | 2.   | Fortitudo   | 16 | 10 | 8 | 0 | 2  | 35 | 13 |    |
|  | 3.   | Lazio       | 14 | 10 | 6 | 2 | 2  | 45 | 27 |    |
|  | 4.   | Audace Roma | 7  | 10 | 3 | 1 | 6  | 27 | 42 |    |
|  | 5.   | Roman       | 6  | 10 | 2 | 2 | 6  | 14 | 28 |    |
|  | 6.   | Pro Roma    | 0  | 10 | 0 | 0 | 10 | 5  | 44 |    |

Legenda:
      Qualificato alle semifinali interregionali.
      Ammesso nella nuova Prima Divisione 1926-1927.
      Club disciolto dopo il completamento del girone.
Regolamento:
Due punti a vittoria, uno a pareggio, zero a sconfitta.
In caso di arrivo di due o più squadre a pari punti, le squadre venivano classificate secondo il quoziente reti.
Note:
- L'Audace Roma si è poi fusa a fine campionato con l'Alba, nell'Alba Audace.
- La Pro Roma si è poi fusa a fine campionato con la Fortitudo, nella Fortitudo Pro Roma.

##### Risultati

###### Tabellone
|             | ALB  | AUD  | FOR  | LAZ  | PRO  | ROM  |
| ----------- | ---- | ---- | ---- | ---- | ---- | ---- |
| Alba Roma   | –––– | 11-2 | 0-3  | 5-3  | 6-0  | 1-0  |
| Audace Roma | 0-7  | –––– | 2-3  | 2-4  | 4-0  | 2-2  |
| Fortitudo   | 1-3  | 3-2  | –––– | 6-2  | 7-0  | 4-1  |
| Lazio       | 2-2  | 9-5  | 3-2  | –––– | 10-1 | 5-3  |
| Pro Roma    | 1-2  | 2-3  | 0-1  | 0-6  | –––– | 0-2  |
| Roman       | 1-4  | 1-5  | 0-5  | 1-1  | 3-1  | –––– |

###### Calendario
| andata (1ª) | andata (1ª) | Prima giornata     | ritorno (6ª) | ritorno (6ª) |
|             |             |                    |              |              |
| 22 nov.     | 5-3         | Lazio-Roman        | 1-1          | 14 feb.      |
| 22 nov.     | 3-2         | Fortitudo-Audace   | 3-2          | 10 gen.      |
| 14 feb.     | 1-2         | Pro Roma-Alba Roma | 0-6          | 21 feb.      |

| andata (2ª) | andata (2ª) | Seconda giornata | ritorno (7ª) | ritorno (7ª) |
|             |             |                  |              |              |
| 29 nov.     | 1-0         | Alba Roma-Roman  | 4-1          | 28 feb.      |
| 29 nov.     | 2-3         | Pro Roma-Audace  | 0-4          | 17 gen.      |
| 29 nov.     | 6-2         | Fortitudo-Lazio  | 2-3          | 21 feb.      |

| andata (3ª) | andata (3ª) | Terza giornata      | ritorno (8ª) | ritorno (8ª) |
|             |             |                     |              |              |
| 6 dic.      | 0-3         | Alba Roma-Fortitudo | 3-1          | 24 gen.      |
| 6 dic.      | 9-5         | Lazio-Audace        | 4-2          | 24 gen.      |
| 6 dic.      | 0-2         | Pro Roma-Roman      | 1-3          | 24 gen.      |

| andata (4ª) | andata (4ª) | Quarta giornata  | ritorno (9ª) | ritorno (9ª) |
|             |             |                  |              |              |
| 13 dic.     | 0-7         | Audace-Alba Roma | 2-11         | 31 gen.      |
| 13 dic.     | 4-1         | Fortitudo-Roman  | 5-0          | 31 gen.      |
| 13 dic.     | 10-1        | Lazio-Pro Roma   | 6-0          | 31 gen.      |

| andata (5ª) | andata (5ª) | Quinta giornata    | ritorno (10ª) | ritorno (10ª) |
|             |             |                    |               |               |
| 20 dic.     | 5-3         | Alba Roma-Lazio    | 2-2           | 7 feb.        |
| 20 dic.     | 0-1         | Pro Roma-Fortitudo | 0-7           | 7 feb.        |
| 20 dic.     | 1-5         | Roman-Audace       | 2-2           | 7 feb.        |

| andata (1ª) | andata (1ª) | Prima giornata     | ritorno (6ª) | ritorno (6ª) |
|             |             |                    |              |              |
| 22 nov.     | 5-3         | Lazio-Roman        | 1-1          | 14 feb.      |
| 22 nov.     | 3-2         | Fortitudo-Audace   | 3-2          | 10 gen.      |
| 14 feb.     | 1-2         | Pro Roma-Alba Roma | 0-6          | 21 feb.      |

| andata (2ª) | andata (2ª) | Seconda giornata | ritorno (7ª) | ritorno (7ª) |
|             |             |                  |              |              |
| 29 nov.     | 1-0         | Alba Roma-Roman  | 4-1          | 28 feb.      |
| 29 nov.     | 2-3         | Pro Roma-Audace  | 0-4          | 17 gen.      |
| 29 nov.     | 6-2         | Fortitudo-Lazio  | 2-3          | 21 feb.      |

| andata (3ª) | andata (3ª) | Terza giornata      | ritorno (8ª) | ritorno (8ª) |
|             |             |                     |              |              |
| 6 dic.      | 0-3         | Alba Roma-Fortitudo | 3-1          | 24 gen.      |
| 6 dic.      | 9-5         | Lazio-Audace        | 4-2          | 24 gen.      |
| 6 dic.      | 0-2         | Pro Roma-Roman      | 1-3          | 24 gen.      |

| andata (4ª) | andata (4ª) | Quarta giornata  | ritorno (9ª) | ritorno (9ª) |
|             |             |                  |              |              |
| 13 dic.     | 0-7         | Audace-Alba Roma | 2-11         | 31 gen.      |
| 13 dic.     | 4-1         | Fortitudo-Roman  | 5-0          | 31 gen.      |
| 13 dic.     | 10-1        | Lazio-Pro Roma   | 6-0          | 31 gen.      |

| andata (5ª) | andata (5ª) | Quinta giornata    | ritorno (10ª) | ritorno (10ª) |
|             |             |                    |               |               |
| 20 dic.     | 5-3         | Alba Roma-Lazio    | 2-2           | 7 feb.        |
| 20 dic.     | 0-1         | Pro Roma-Fortitudo | 0-7           | 7 feb.        |
| 20 dic.     | 1-5         | Roman-Audace       | 2-2           | 7 feb.        |

#### Sezione marchigiana

##### Squadre partecipanti
| Club       | Stagione | Città    | Stadio                     | Stagione precedente                                                 |
| ---------- | -------- | -------- | -------------------------- | ------------------------------------------------------------------- |
| Anconitana | dettagli | Ancona   | Campo Sportivo Divisionale | Unica marchigiana iscritta                                          |
| Maceratese | dettagli | Macerata | Campo di piazza d'Armi     | Inattiva ammessa a richiesta in sostituzione della Vigor Senigallia |

##### Classifica finale
|  | Pos. | Squadra    | Pt | G | V | N | P | GF | GS | QR |
|  | ---- | ---------- | -- | - | - | - | - | -- | -- | -- |
|  | 1.   | Anconitana | 4  | 2 | 2 | 0 | 0 | 9  | 3  |    |
|  | 2.   | Maceratese | 0  | 0 | 2 | 0 | 2 | 3  | 9  |    |

Legenda:
      Campione marchigiano di Prima Divisione 1925-1926.
 Qualificato alle semifinali interregionali della Lega
Regolamento:
Due punti a vittoria, uno a pareggio, zero a sconfitta.
In caso di arrivo di due o più squadre a pari punti, le squadre venivano classificate secondo il quoziente reti.

##### Risultati
|            | Risultati |            | Luogo e data              |
| ---------- | --------- | ---------- | ------------------------- |
| Anconitana | 2-1       | Maceratese | Ancona, 17 gennaio 1926   |
| Maceratese | 2-7       | Anconitana | Macerata, 24 gennaio 1926 |
|            |           |            |                           |

#### Sezione pugliese

##### Squadre partecipanti
| Club           | Stagione | Città   | Stadio                                                            | Stagione precedente         |
| -------------- | -------- | ------- | ----------------------------------------------------------------- | --------------------------- |
| Audace Taranto | dettagli | Taranto | Campo allievi operai dell'Arsenale M. M. e Motovelodromo Corvisea | 3º nel gir. pugliese        |
| Foggia         | dettagli | Foggia  | Campo di via Ascoli                                               | 1º in 2ª Divisione pugliese |
| Ideale         | dettagli | Bari    | Campo San Lorenzo                                                 | 4º nel girone pugliese      |
| Liberty        | dettagli | Bari    | Campo degli Sports                                                | 2º nel girone pugliese      |
| Pro Italia     | dettagli | Taranto | Motovelodromo Corvisea                                            | 1º nel girone pugliese      |

##### Classifica finale
|  | Pos. | Squadra        | Pt | G | V | N | P | GF | GS | QR |
|  | ---- | -------------- | -- | - | - | - | - | -- | -- | -- |
|  | 1.   | Pro Italia     | 14 | 8 | 6 | 2 | 0 | 14 | 4  |    |
|  | 2.   | Liberty        | 10 | 8 | 5 | 0 | 3 | 11 | 8  |    |
|  | 3.   | Audace Taranto | 9  | 8 | 4 | 1 | 3 | 11 | 9  |    |
|  | 4.   | Ideale         | 5  | 8 | 0 | 5 | 3 | 6  | 9  |    |
|  | 5.   | Foggia         | 2  | 8 | 0 | 2 | 6 | 1  | 13 |    |

Legenda:
      Qualificato alle semifinali interregionali.
      Ammesso nella nuova Prima Divisione 1926-1927.
Regolamento:
Due punti a vittoria, uno a pareggio, zero a sconfitta.
In caso di arrivo di due o più squadre a pari punti, le squadre venivano classificate secondo il quoziente reti.

##### Risultati

###### Tabellone
|                    | AUD  | FOG  | IDE  | LIB  | PRO  |
| ------------------ | ---- | ---- | ---- | ---- | ---- |
| Audace Taranto     | –––– | 2-0  | 1-0  | 3-1  | 0-2  |
| Foggia             | 0-2  | –––– | 0-0  | 1-2  | 0-2  |
| Ideale Bari        | 2-2  | 0-0  | –––– | 0-1  | 2-2  |
| Liberty Bari       | 2-0  | 3-0  | 2-1  | –––– | 0-1  |
| Pro Italia Taranto | 2-1  | 2-0  | 1-1  | 2-0  | –––– |

###### Calendario
| andata (1ª) | andata (1ª)     | Prima giornata    | ritorno (6ª) | ritorno (6ª) |
|             |                 |                   |              |              |
| 22 nov.     | 0-0             | Foggia-Ideale     | 0-0          | 14 feb.      |
| 22 nov.     | 0-2             | Audace-Pro Italia | 1-2          | 10 gen.      |
| 22 nov.     | Riposa: Liberty |                   |              | 10 gen.      |

| andata (2ª) | andata (2ª)        | Seconda giornata | ritorno (7ª) | ritorno (7ª) |
|             |                    |                  |              |              |
| 29 nov.     | 2-2                | Ideale-Audace    | 0-1          | 28 feb.      |
| 29 nov.     | 1-2                | Foggia-Liberty   | 0-3          | 17 gen.      |
| 29 nov.     | Riposa: Pro Italia |                  |              | 17 gen.      |

| andata (3ª) | andata (3ª)    | Terza giornata    | ritorno (8ª) | ritorno (8ª) |
|             |                |                   |              |              |
| 6 dic.      | 3-1            | Audace-Liberty    | 0-2          | 24 gen.      |
| 6 dic.      | 2-2            | Ideale-Pro Italia | 1-1          | 24 gen.      |
| 6 dic.      | Riposa: Foggia |                   |              | 24 gen.      |

| andata (4ª) | andata (4ª)    | Quarta giornata   | ritorno (9ª) | ritorno (9ª) |
|             |                |                   |              |              |
| 13 dic.     | 2-1            | Liberty-Ideale    | 1-0          | 31 gen.      |
| 13 dic.     | 2-0            | Pro Italia-Foggia | 2-0          | 31 gen.      |
| 13 dic.     | Riposa: Audace |                   |              | 31 gen.      |

| andata (5ª) | andata (5ª)    | Quinta giornata    | ritorno (10ª) | ritorno (10ª) |
|             |                |                    |               |               |
| 20 dic.     | 2-0            | Pro Italia-Liberty | 1-0           | 28 feb.       |
| 20 dic.     | 0-2            | Foggia-Audace      | 0-2           | 7 feb.        |
| 20 dic.     | Riposa: Ideale |                    |               | 7 feb.        |

| andata (1ª) | andata (1ª)     | Prima giornata    | ritorno (6ª) | ritorno (6ª) |
|             |                 |                   |              |              |
| 22 nov.     | 0-0             | Foggia-Ideale     | 0-0          | 14 feb.      |
| 22 nov.     | 0-2             | Audace-Pro Italia | 1-2          | 10 gen.      |
| 22 nov.     | Riposa: Liberty |                   |              | 10 gen.      |

| andata (2ª) | andata (2ª)        | Seconda giornata | ritorno (7ª) | ritorno (7ª) |
|             |                    |                  |              |              |
| 29 nov.     | 2-2                | Ideale-Audace    | 0-1          | 28 feb.      |
| 29 nov.     | 1-2                | Foggia-Liberty   | 0-3          | 17 gen.      |
| 29 nov.     | Riposa: Pro Italia |                  |              | 17 gen.      |

| andata (3ª) | andata (3ª)    | Terza giornata    | ritorno (8ª) | ritorno (8ª) |
|             |                |                   |              |              |
| 6 dic.      | 3-1            | Audace-Liberty    | 0-2          | 24 gen.      |
| 6 dic.      | 2-2            | Ideale-Pro Italia | 1-1          | 24 gen.      |
| 6 dic.      | Riposa: Foggia |                   |              | 24 gen.      |

| andata (4ª) | andata (4ª)    | Quarta giornata   | ritorno (9ª) | ritorno (9ª) |
|             |                |                   |              |              |
| 13 dic.     | 2-1            | Liberty-Ideale    | 1-0          | 31 gen.      |
| 13 dic.     | 2-0            | Pro Italia-Foggia | 2-0          | 31 gen.      |
| 13 dic.     | Riposa: Audace |                   |              | 31 gen.      |

| andata (5ª) | andata (5ª)    | Quinta giornata    | ritorno (10ª) | ritorno (10ª) |
|             |                |                    |               |               |
| 20 dic.     | 2-0            | Pro Italia-Liberty | 1-0           | 28 feb.       |
| 20 dic.     | 0-2            | Foggia-Audace      | 0-2           | 7 feb.        |
| 20 dic.     | Riposa: Ideale |                    |               | 7 feb.        |

#### Sezione siciliana

##### Squadre partecipanti
| Club      | Stagione | Città   | Stadio                     | Stagione precedente                       |
| --------- | -------- | ------- | -------------------------- | ----------------------------------------- |
| Messinese | dettagli | Messina | Campo Militare Enzo Geraci | 4ª nel girone B delle semifinali Lega Sud |
| Palermo   | dettagli | Palermo | Stadio Ranchibile          | 2º nel girone siciliano                   |

Palermo campione siciliano di Prima Divisione 1925-1926 (in virtù del quoziente reti).
Messinese e Palermo qualificate alle semifinali interregionali della Lega Sud.

##### Risultati
|           | Risultati |           | Luogo e data             |
| --------- | --------- | --------- | ------------------------ |
| Palermo   | 7-0       | Messinese | Palermo, 17 gennaio 1926 |
| Messinese | 1-0       | Palermo   | Messina, 24 gennaio 1926 |
|           |           |           |                          |

### Semifinali interregionali

#### Girone A

##### Classifica finale
|  | Pos. | Squadra     | Pt | G | V | N | P | GF | GS | QR |
|  | ---- | ----------- | -- | - | - | - | - | -- | -- | -- |
|  | 1.   | Internaples | 13 | 8 | 5 | 3 | 0 | 23 | 5  |    |
|  | 2.   | Fortitudo   | 11 | 8 | 4 | 3 | 1 | 15 | 9  |    |
|  | 3.   | Anconitana  | 9  | 8 | 4 | 1 | 3 | 16 | 13 |    |
|  | 4.   | Liberty     | 7  | 8 | 2 | 3 | 3 | 18 | 18 |    |
|  | 5.   | Messinese   | 0  | 8 | 0 | 0 | 8 | 2  | 29 |    |

Legenda:
      Qualificato alle finali di Lega Sud.
      Ammesso nella nuova Prima Divisione 1926-1927.
      Poi retrocesso in Seconda Divisione 1926-1927 dal Direttorio Federale.
Regolamento:
Due punti a vittoria, uno a pareggio, zero a sconfitta.
In caso di arrivo di due o più squadre a pari punti, le squadre venivano classificate secondo il quoziente reti.
La Fortitudo è poi stata promossa in Divisione Nazionale 1926-1927 per effetto della Carta di Viareggio.

##### Risultati

###### Calendario
| andata (1ª) | andata (1ª)        | Prima giornata        | ritorno (6ª) | ritorno (6ª) |
|             |                    |                       |              |              |
| 14 mar.     | 1-1                | Fortitudo-Internaples | 1-3          | 2 mag.       |
| 14 mar.     | 2-4                | Messinese-Liberty     | 0-6          | 2 mag.       |
| 14 mar.     | Riposa: Anconitana |                       |              | 2 mag.       |

| andata (2ª) | andata (2ª)     | Seconda giornata      | ritorno (7ª) | ritorno (7ª) |
|             |                 |                       |              |              |
| 21 mar.     | 1-3             | Anconitana-Fortitudo  | 1-2          | 9 mag.       |
| 21 mar.     | 5-0             | Internaples-Messinese | 5-0          | 9 mag.       |
| 21 mar.     | Riposa: Liberty |                       |              | 9 mag.       |

| andata (3ª) | andata (3ª)       | Terza giornata         | ritorno (8ª) | ritorno (8ª) |
|             |                   |                        |              |              |
| 25 apr.     | 2-2               | Fortitudo-Liberty      | 1-1          | 16 mag.      |
| 28 mar.     | 1-1               | Anconitana-Internaples | 0-4          | 16 mag.      |
| 28 mar.     | Riposa: Messinese |                        |              | 16 mag.      |

| andata (4ª) | andata (4ª)         | Quarta giornata     | ritorno (9ª) | ritorno (9ª) |
|             |                     |                     |              |              |
| 11 apr.     | 2-3                 | Liberty-Anconitana  | 1-6          | 23 mag.      |
| 11 apr.     | 0-1                 | Messinese-Fortitudo | 0-4          | 23 mag.      |
| 11 apr.     | Riposa: Internaples |                     |              | 23 mag.      |

| andata (5ª) | andata (5ª)       | Quinta giornata      | ritorno (10ª) | ritorno (10ª) |
|             |                   |                      |               |               |
| 18 apr.     | 2-0               | Internaples-Liberty  | 2-2           | 30 mag.       |
| 18 apr.     | 0-2               | Messinese-Anconitana | 0-2           | 30 mag.       |
| 18 apr.     | Riposa: Fortitudo |                      |               | 30 mag.       |

| andata (1ª) | andata (1ª)        | Prima giornata        | ritorno (6ª) | ritorno (6ª) |
|             |                    |                       |              |              |
| 14 mar.     | 1-1                | Fortitudo-Internaples | 1-3          | 2 mag.       |
| 14 mar.     | 2-4                | Messinese-Liberty     | 0-6          | 2 mag.       |
| 14 mar.     | Riposa: Anconitana |                       |              | 2 mag.       |

| andata (2ª) | andata (2ª)     | Seconda giornata      | ritorno (7ª) | ritorno (7ª) |
|             |                 |                       |              |              |
| 21 mar.     | 1-3             | Anconitana-Fortitudo  | 1-2          | 9 mag.       |
| 21 mar.     | 5-0             | Internaples-Messinese | 5-0          | 9 mag.       |
| 21 mar.     | Riposa: Liberty |                       |              | 9 mag.       |

| andata (3ª) | andata (3ª)       | Terza giornata         | ritorno (8ª) | ritorno (8ª) |
|             |                   |                        |              |              |
| 25 apr.     | 2-2               | Fortitudo-Liberty      | 1-1          | 16 mag.      |
| 28 mar.     | 1-1               | Anconitana-Internaples | 0-4          | 16 mag.      |
| 28 mar.     | Riposa: Messinese |                        |              | 16 mag.      |

| andata (4ª) | andata (4ª)         | Quarta giornata     | ritorno (9ª) | ritorno (9ª) |
|             |                     |                     |              |              |
| 11 apr.     | 2-3                 | Liberty-Anconitana  | 1-6          | 23 mag.      |
| 11 apr.     | 0-1                 | Messinese-Fortitudo | 0-4          | 23 mag.      |
| 11 apr.     | Riposa: Internaples |                     |              | 23 mag.      |

| andata (5ª) | andata (5ª)       | Quinta giornata      | ritorno (10ª) | ritorno (10ª) |
|             |                   |                      |               |               |
| 18 apr.     | 2-0               | Internaples-Liberty  | 2-2           | 30 mag.       |
| 18 apr.     | 0-2               | Messinese-Anconitana | 0-2           | 30 mag.       |
| 18 apr.     | Riposa: Fortitudo |                      |               | 30 mag.       |

###### Tabellone
|              | ANC  | FOR  | INT  | LIB  | MES  |
| ------------ | ---- | ---- | ---- | ---- | ---- |
| Anconitana   | –––– | 1-3  | 1-1  | 6-1  | 2-0  |
| Fortitudo    | 2-1  | –––– | 1-1  | 2-2  | 4-0  |
| Internaples  | 4-0  | 3-1  | –––– | 2-0  | 5-0  |
| Liberty Bari | 2-3  | 1-1  | 2-2  | –––– | 6-0  |
| Messinese    | 0-2  | 0-1  | 0-5  | 2-4  | –––– |

#### Girone B

##### Classifica finale
|  | Pos. | Squadra    | Pt | G | V | N | P | GF | GS | QR    |
|  | ---- | ---------- | -- | - | - | - | - | -- | -- | ----- |
|  | 1.   | Alba Roma  | 14 | 8 | 6 | 2 | 0 | 19 | 8  |       |
|  | 2.   | Bagnolese  | 12 | 8 | 5 | 2 | 1 | 22 | 8  |       |
|  | 3.   | Pro Italia | 10 | 8 | 4 | 2 | 2 | 15 | 11 |       |
|  | 4.   | Palermo    | 2  | 8 | 1 | 0 | 7 | 10 | 15 | 0,667 |
|  | 5.   | Maceratese | 2  | 8 | 1 | 0 | 7 | 5  | 29 | 0,172 |

Legenda:
      Ammesso alle finali di Lega Sud.
      Ammesso nella nuova Prima Divisione 1926-1927.
      Poi retrocesso in Seconda Divisione 1926-1927 dal Direttorio Federale.
Regolamento:
Due punti a vittoria, uno a pareggio, zero a sconfitta.
In caso di arrivo di due o più squadre a pari punti, le squadre venivano classificate secondo il quoziente reti.
Note:
Il 13 giugno 1926 il Consiglio Federale, applicando l'articolo 18 del regolamento organico, diede inizialmente la sconfitta a tavolino all'Alba per la partita del 2 maggio con la Pro Italia (era terminata 1-1, ma poi fu annullata alcuni giorni dopo per errori tecnici dell'arbitro Battucci di Ancona e mandata a ripetere a fine girone), declassando gli albini al terzo posto del girone per via del quoziente reti sfavorevole rispetto a Bagnolese e Pro Italia, con le quali era a pari punti. La Bagnolese aveva così vinto il girone a causa del quoziente reti favorevole, ma, a causa del reclamo dell'Alba, la sua vittoria rimaneva sub iudice, per cui la disputa della finale tra Internaples e Bagnolese fu rinviata in attesa dell'esito del ricorso presentato dall'Alba. Il 28 giugno fu accolto il ricorso dell'Alba, il quale, battendo per 3-1 la Pro Italia nel recupero del 4 luglio, ottenne definitivamente la prima posizione in graduatoria e la qualificazione alla Finale centro-sud.

##### Risultati

###### Tabellone
|                    | ALB  | USB  | MAC  | PAL  | PRO  |
| ------------------ | ---- | ---- | ---- | ---- | ---- |
| Alba Roma          | –––– | 3-3  | 2-0  | 2-1  | 3-1  |
| US Bagnolese       | 1-2  | –––– | 8-0  | 3-1  | 2-1  |
| Maceratese         | 1-5  | 0-2  | –––– | 2-0  | 0-2  |
| Palermo            | 0-1  | 0-2  | 6-0  | –––– | 2-3  |
| Pro Italia Taranto | 1-1  | 1-1  | 4-2  | 2-0  | –––– |

###### Calendario
| andata (1ª) | andata (1ª)       | Prima giornata       | ritorno (6ª) | ritorno (6ª) |
|             |                   |                      |              |              |
| 14 mar.     | 6-0               | Palermo-Maceratese   | 0-2          | 2 mag.       |
| 14 mar.     | 1-1               | Pro Italia-Alba Roma | 1-3          | 4 lug.       |
| 14 mar.     | Riposa: Bagnolese |                      |              | 4 lug.       |

| andata (2ª) | andata (2ª)       | Seconda giornata     | ritorno (7ª) | ritorno (7ª) |
|             |                   |                      |              |              |
| 21 mar.     | 0-2               | Maceratese-Bagnolese | 0-8          | 9 mag.       |
| 21 apr.     | 2-3               | Palermo-Pro Italia   | 0-2          | 9 mag.       |
| 21 apr.     | Riposa: Alba Roma |                      |              | 9 mag.       |

| andata (3ª) | andata (3ª)        | Terza giornata       | ritorno (8ª) | ritorno (8ª) |
|             |                    |                      |              |              |
| 28 mar.     | 3-1                | Bagnolese-Palermo    | 2-0          | 6 giu.       |
| 28 mar.     | 1-5                | Maceratese-Alba Roma | 0-2          | 27 giu.      |
| 28 mar.     | Riposa: Pro Italia |                      |              | 27 giu.      |

| andata (4ª) | andata (4ª)     | Quarta giornata       | ritorno (9ª) | ritorno (9ª) |
|             |                 |                       |              |              |
| 11 apr.     | 3-3             | Alba Roma-Bagnolese   | 2-1          | 23 mag.      |
| 11 apr.     | 4-2             | Pro Italia-Maceratese | 2-0          | 23 mag.      |
| 11 apr.     | Riposa: Palermo |                       |              | 23 mag.      |

| andata (5ª) | andata (5ª)        | Quinta giornata      | ritorno (10ª) | ritorno (10ª) |
|             |                    |                      |               |               |
| 18 apr.     | 0-1                | Palermo-Alba Roma    | 1-2           | 30 mag.       |
| 18 apr.     | 1-1                | Pro Italia-Bagnolese | 1-2           | 30 mag.       |
| 18 apr.     | Riposa: Maceratese |                      |               | 30 mag.       |

| andata (1ª) | andata (1ª)       | Prima giornata       | ritorno (6ª) | ritorno (6ª) |
|             |                   |                      |              |              |
| 14 mar.     | 6-0               | Palermo-Maceratese   | 0-2          | 2 mag.       |
| 14 mar.     | 1-1               | Pro Italia-Alba Roma | 1-3          | 4 lug.       |
| 14 mar.     | Riposa: Bagnolese |                      |              | 4 lug.       |

| andata (2ª) | andata (2ª)       | Seconda giornata     | ritorno (7ª) | ritorno (7ª) |
|             |                   |                      |              |              |
| 21 mar.     | 0-2               | Maceratese-Bagnolese | 0-8          | 9 mag.       |
| 21 apr.     | 2-3               | Palermo-Pro Italia   | 0-2          | 9 mag.       |
| 21 apr.     | Riposa: Alba Roma |                      |              | 9 mag.       |

| andata (3ª) | andata (3ª)        | Terza giornata       | ritorno (8ª) | ritorno (8ª) |
|             |                    |                      |              |              |
| 28 mar.     | 3-1                | Bagnolese-Palermo    | 2-0          | 6 giu.       |
| 28 mar.     | 1-5                | Maceratese-Alba Roma | 0-2          | 27 giu.      |
| 28 mar.     | Riposa: Pro Italia |                      |              | 27 giu.      |

| andata (4ª) | andata (4ª)     | Quarta giornata       | ritorno (9ª) | ritorno (9ª) |
|             |                 |                       |              |              |
| 11 apr.     | 3-3             | Alba Roma-Bagnolese   | 2-1          | 23 mag.      |
| 11 apr.     | 4-2             | Pro Italia-Maceratese | 2-0          | 23 mag.      |
| 11 apr.     | Riposa: Palermo |                       |              | 23 mag.      |

| andata (5ª) | andata (5ª)        | Quinta giornata      | ritorno (10ª) | ritorno (10ª) |
|             |                    |                      |               |               |
| 18 apr.     | 0-1                | Palermo-Alba Roma    | 1-2           | 30 mag.       |
| 18 apr.     | 1-1                | Pro Italia-Bagnolese | 1-2           | 30 mag.       |
| 18 apr.     | Riposa: Maceratese |                      |               | 30 mag.       |

### Finale Lega Sud
L'Alba Roma si è qualificata per la finalissima.
|             | Risultati |             | Luogo e data           |
| ----------- | --------- | ----------- | ---------------------- |
| Alba Roma   | 6-1       | Internaples | Roma, 11 luglio 1926   |
| Internaples | 1-1       | Alba Roma   | Napoli, 18 luglio 1926 |
|             |           |             |                        |

Entrambe le due finaliste della Lega Sud sono poi state promosse in Divisione Nazionale 1926-1927.

## Finalissima
|           | Risultati |           | Luogo e data          |
| --------- | --------- | --------- | --------------------- |
| Juventus  | 7-1       | Alba Roma | Torino, 8 agosto 1926 |
| Alba Roma | 0-5       | Juventus  | Roma, 22 agosto 1926  |
|           |           |           |                       |

 Juventus: campione d'Italia

### Squadra campione
- Gianpiero Combi
- Luigi Allemandi
- Virginio Rosetta
- Carlo Bigatto
- Mario Meneghetti
- József Viola
- Ferenc Hirzer
- Federico Munerati
- Piero Pastore
- Giuseppe Torriani
- Antonio Vojak

## Classifica marcatori
| Gol |  |  | Giocatore         | Squadra     |
| --- |  |  | ----------------- | ----------- |
| 35  |  |  | Ferenc Hirzer     | Juventus    |
| 28  |  |  | Angelo Schiavio   | Bologna     |
| 26  |  |  | Piero Pastore     | Juventus    |
| 25  |  |  | Márton Bukovi     | Alba Roma   |
| 20  |  |  | Ernesto Ghisi     | Internaples |
| 20  |  |  | Adolfo Baloncieri | Torino      |
| 16  |  |  | Giovanni Ferrari  | Internaples |